# 冨士山下宮小室浅間神社
冨士山下宮小室浅間神社（ふじさんしもみやおむろせんげんじんじゃ）は、山梨県富士吉田市にある神社。旧社格は郷社で、現在は神社本庁の別表神社。全国にある浅間神社の一社。旧称冨士山下宮浅間神社。登記上の宗教法人名称は小室浅間神社（おむろせんげんじんじゃ)。
富士北麓地域・富士吉田一円の産土大神で、上吉田・下吉田・松山の三郷の総鎮守。
神馬の飼育をしている。地元では「下宮（しもみや）さん」「下浅間（しもせんげん）」とも呼ばれる。

## 概要
年間を通じて、祭事に「占い」「神籤(おみくじ）」が重要な位置をしめており、後述する祭礼である「馬蹄占（ばていうらない）をする流鏑馬祭」と「筒粥祭」の占いから地域住民の生活に密着した古い富士山信仰が窺える。
『甲斐国志』に「此ノ社、古ヘ上下吉田及ビ松山三村ノ産子ナリ。後、各村一祠ヲ立テ祭ル今モ猶上吉田ニハ、子生マレテ百日ノ後、社参スルニ先ズ下宮ニ参詣ス。」とあり、周辺に他の神社が増えても赤子の無事の成長を祈る初宮参りが盛んで、地域住人の信仰を受けていることが伝わる。

## 祭神
- 木花咲耶姫命

## 歴史
社伝によれば、延暦12年（793年）、征夷大将軍坂上田村麻呂が東征の際、吉田の地より富士山を遙拝して戦勝を祈願し、戦勝後の大同2年（807年）、神恩に感謝して社殿を造営したのに始まるという。
古い記録では「宮」と記されており、宝永3年（1708年）の村差出明細帳までは「浅間宮」と記載されていた。
かつて下吉田の集落は現在の下吉田東町にあり、現在境外末社である東町金毘羅神社のある地に祀られていたが、雪代被害が多く現在の地に集落と共に移転し、剣丸尾溶岩を背負う形で移された と伝わる。
建武2年（1355年）9月23日清和天皇遠孫を称する家臣、大塔宮護良親王の首を桂の神木の根元に葬り、祈請書を残す。
天正4年（1576年）北条氏と小山田氏の戦いで上下両吉田の町と全焼する（勝山記・妙法寺記）。
江戸時代、富士北麓最大規模の寺院、月江寺の鎮守でもあり、明治までは祭礼で月江寺僧の諷経が行われていた。
寛永3年（1626年）4月6日、社中の杉の古木が雷火で燃える（甲斐国志）現在の拝殿にその一辺が扁額となって飾られている。
拝殿は天正年間（ユリウス暦1573年からグレゴリオ暦1593年）の造り。
本殿は明和4年（1767年）郡内大工仲間は御役大工棟梁萱沼弥左衛門による建築で、山梨県最大の一間社本殿となる。この本殿は以降の郡内大工仲間の本殿建築に図面が参考・下地にされ、郡内域に中小同様の社殿が建設された。文化財の登録はしていない。

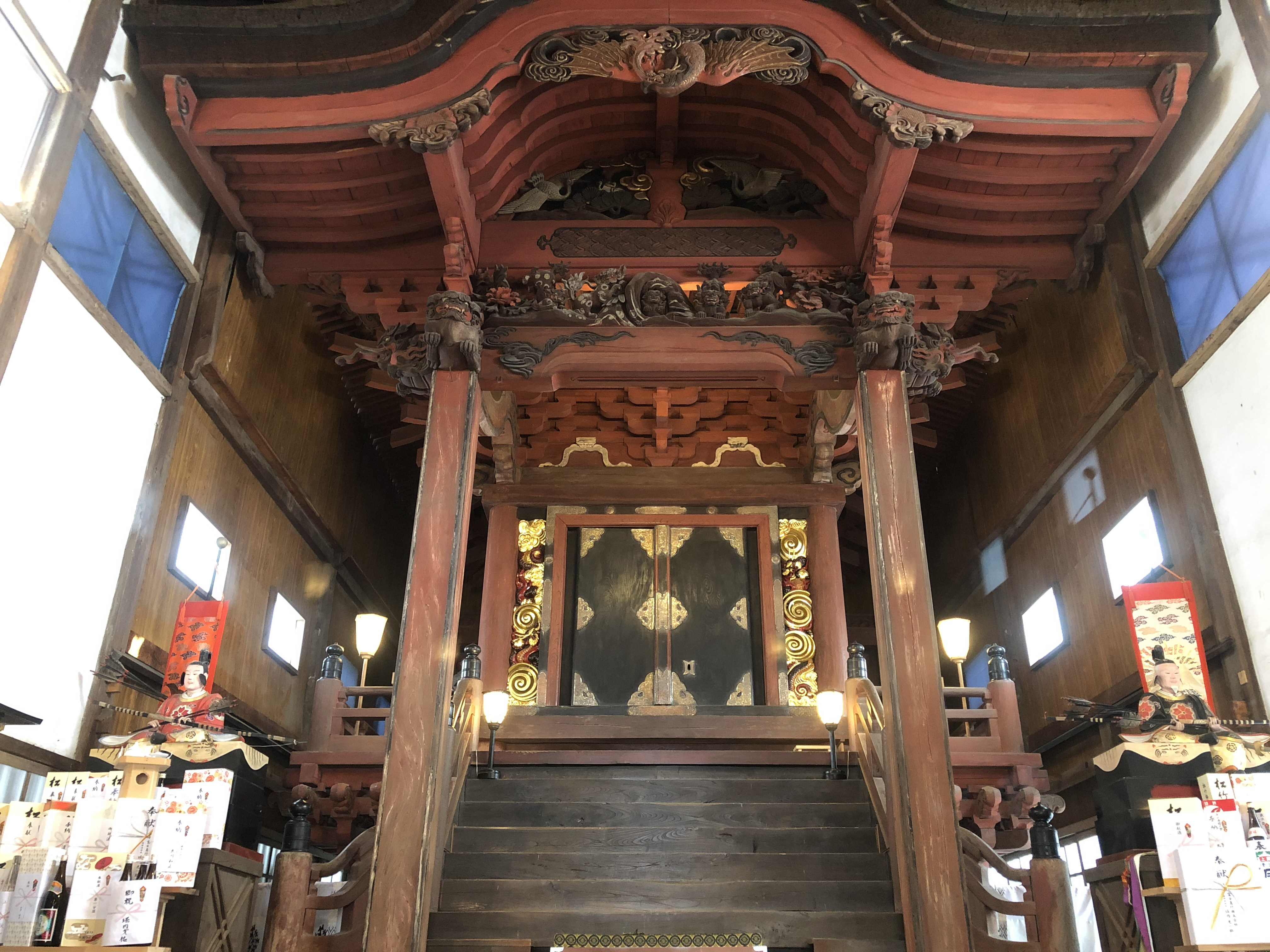
本殿。一間社入母屋造り向拝唐破風付き。山梨県最大の一間社本殿である。軒下が覆壁に囲われている。

明治に入り氏子地域であった上吉田を北口本宮冨士浅間神社に割譲し、それまでの「冨士山下宮浅間神社」から現在の「小室浅間神社」に改称した。
それに合わせて、祭神も江戸末期まで記名されていた本殿の「浅間大明神、天照大神、犬飼大明神、愛鷹大権現、新羅三郎義光（仮借、護良親王）」を「木花咲耶姫命（浅間大神）」一柱に統一し、表の神紋を「棕櫚の葉」から「大和八重桜」に変更した。
天照大神は末社の五社神社に、護良親王は大塔宮社に分社された。
1957年（昭和32年）、隣接する下吉田第一小学校の校庭拡張の為、境内地と尾垂山の市有地を交換した。また同年、別表神社に列格。

### 下宮の由来
富士山に対する「下宮」であり、具体的な上宮は存在しない。
なぜ下宮と呼ばれるのかについては諸説ある。
1. 元々単に「宮」と呼称されていたが、上吉田の諏訪ノ森にある諏訪神社境内に新たに祀られた北口本宮冨士浅間神社等、各村々で浅間大神を祀り始めたため区別する必要から、富士の北麓では古くから富士山の方角を上と呼ぶ為、他の浅間神社より富士山の下手に在る宮として「下宮」と呼称されるようになった[3]。
2. 元々単に「宮」と呼称されていたが、昔から河口湖の人々が富士吉田方面を下（しも）と呼んでいる為、河口浅間神社と比較して「下宮」と呼ばれるようになった。
3. 富士山二合目にある小室浅間神社（現・冨士御室浅間神社旧本宮）を「上宮」とし、それに対する呼称「里宮」ともいわれた[4]。ただこの説は広く流布しているが俗説で、以下の点から現在否定されている。
  - 両社は流鏑馬を含め由緒由来が異なる。
  - 「甲斐国志」に富士河口湖町勝山には小室浅間神社里宮の記述があるのに対し、下宮浅間には小室浅間神社との関連つける記述が一切ない。
  - 二合目の小室浅間神社社地を富士河口湖町勝山が飛び地として問題なく得た。
  - 二合目の社殿を富士河口湖勝山の里宮境内に移築した。
  - 二合目小室浅間神社との関連が立証されず富士山世界文化遺産の構成候補から外れた。（富士講による富士山信仰というよりも、産土・氏神・鎮守的な要素、生活に根差した富士山信仰が強く登録にあたり吉田・船津口登山道の一環として採用できなかった）
  - 同富士吉田市内大明見の阿曽谷宮守神社が同時期に同じ社名「小室浅間神社」に改称した。
  - 流鏑馬祭を共同で執り行っていたと伝わるが、「勝山記・妙法寺記」などから途絶える明治までにも富士河口湖勝山の流鏑馬に「馬蹄占」「占い」をしていた記録・記述がない。
  - 流鏑馬祭を行っていた場所が「二合目小室浅間神社近くの騮ヶ馬場」と３の説にあるが、実際は「中の茶屋の近くにあった騮ヶ馬場」であり場所が大きく違い、騮ヶ馬場の場所は二合目小室浅間神社と関係がない事。
  - 流鏑馬は富士北麓全域の各神社・村々合同で行われており、騮ヶ馬場以降、長馬場と時代が下るにつれ、それぞれの地域に分散化していることが分かってきている[5]。
  - 下述にあるが近代「下浅間」と「下宮浅間」が混同されている。

### 下浅間と下宮浅間の混同
富士吉田市内には北口本宮冨士浅間神社が上吉田に、この小室浅間神社が下吉田にあるため、北口本宮の呼称「本宮」に対して当神社を「下宮」と呼称しているとの誤解を招きやすい。現代では北口本宮を「上浅間（かみせんげん）」や「上浅（かみせん）」、小室浅間神社を「下浅間（しもせんげん）」や「下浅（しもせん）」と呼ぶことが定着してしまっていることもそれに拍車をかけている。
しかし、本来「下浅間」とは冨士山下宮小室浅間神社ではなく北口本宮冨士浅間神社を指している。
例として、北口本宮の境内図面から吉田口登山道が描かれた延宝8年（1680年）の『八葉九尊図』には現北口本宮境内が「下浅間」と記されている。また、文化11年（1814年）に成立した甲斐国の地誌である『甲斐国志』にも、以下の記載がある。
このことから、吉田口二合目の小室浅間神社（現・冨士御室浅間神社旧本宮）が「上浅間」、そこから勧請した上吉田の北口本宮が「下浅間」と呼ばれ、それとは別に下吉田の「下ノ宮浅間」があることがわかる。
上述のことから、「下浅間」と「下宮浅間」は別の存在であったが、下宮浅間から北口本宮に上吉田の氏子地域を譲ったこと、富士河口湖町勝山が管理する二合目の冨士御室浅間神社との関係が薄くなり、いつしか「上浅間」と呼ばれなくなったことで、代わりに北口本宮が上吉田の浅間神社「上浅間」、下吉田の浅間神社が「下浅間」と呼ばれるようになり、明治に小室浅間神社と改称したことなどから、近代以降に「下浅間」と「下宮浅間」が混同されていった。

## 祭事

### 流鏑馬祭り

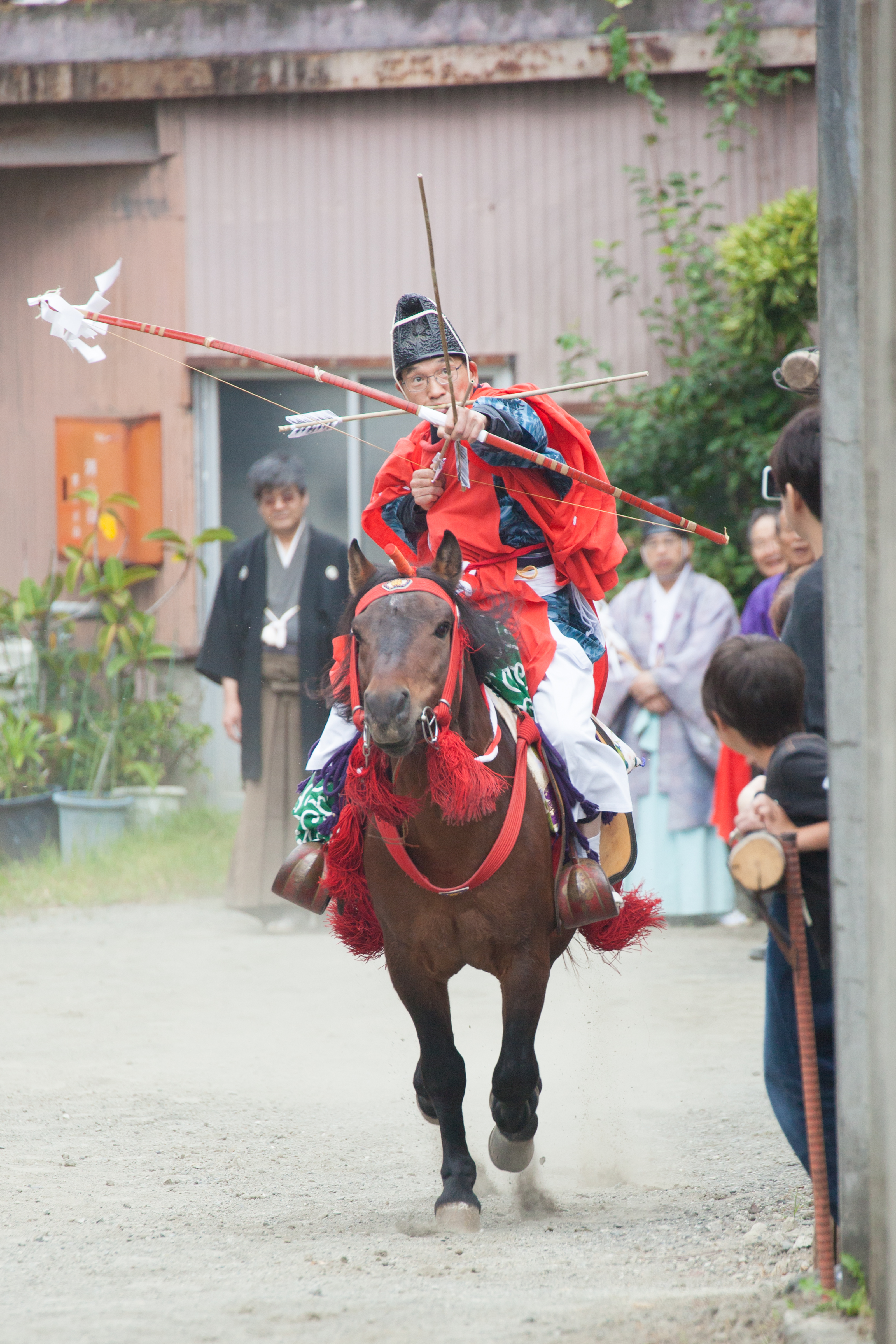
夕馬疾走、馬の額にある角状のものが「オテンゴー」

山梨県無形民俗文化財に指定されている。

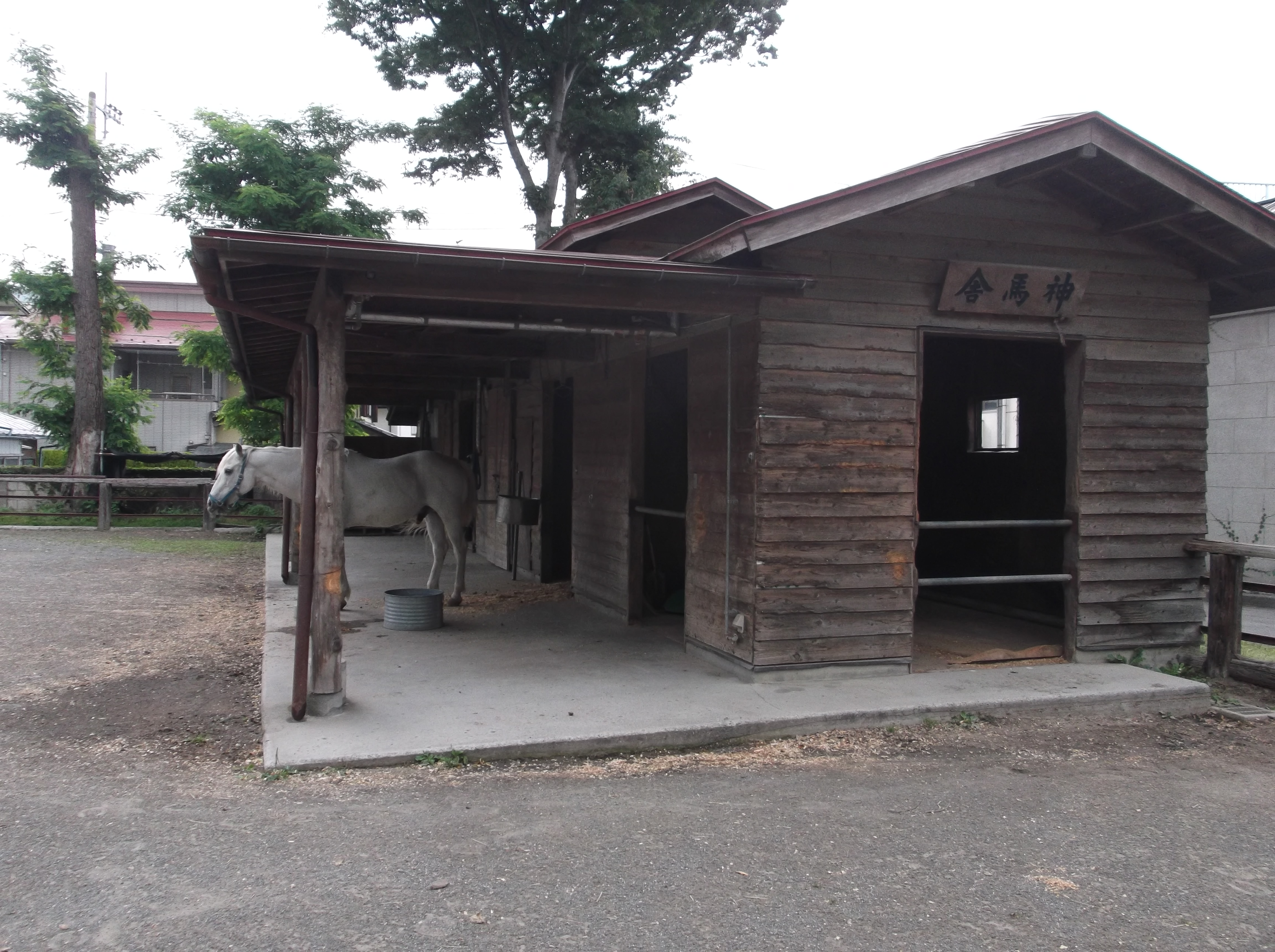
神馬舎と飼育されている神馬

例祭は9月19日に行われ、「馬蹄占（ばていうらない）」をする流鏑馬神事が有名である。地元では「うまっとばし」や「うまとばしのお祭り」（馬をとばす（甲州弁）＝馬を走らせる（標準語））と呼ばれる。
長寛2年(1164年)中興馬乗りから始まったとされ、流鏑馬をすることが定められたのは安元2年(1176年)という。
朝馬、夕馬、切火などの流鏑馬祭の法式が定められたのが建久3年(1192年)、毎年9月19日に行う事が定められたのが永亨12年(1440年)と伝わる。
境内では流鏑馬に使う神馬が飼育されている。この馬は日本中央競馬会から奉納されたものである。
この例祭は一般的に知られる流鏑馬と異なり、農耕信仰及び土地の人々に密接した変わった流鏑馬神事で、世襲の「占人（うらびと）」が馬の足跡によって吉凶を占う「馬蹄占（ばていうらない）」、様々なことに神意を伺う為に引かれる「神籤（みくじ）」、「切火（きりひ）」と呼ばれる一週間に渡り身を清める潔斎が特徴的である。

馬蹄占いを目的としているため、弓矢を放つことや、的に当てる事は重要視されておらず、流鏑馬というより馬を走らせる祭事として、地元で呼ばれる「うまっとばし」の名前が的を得ている。

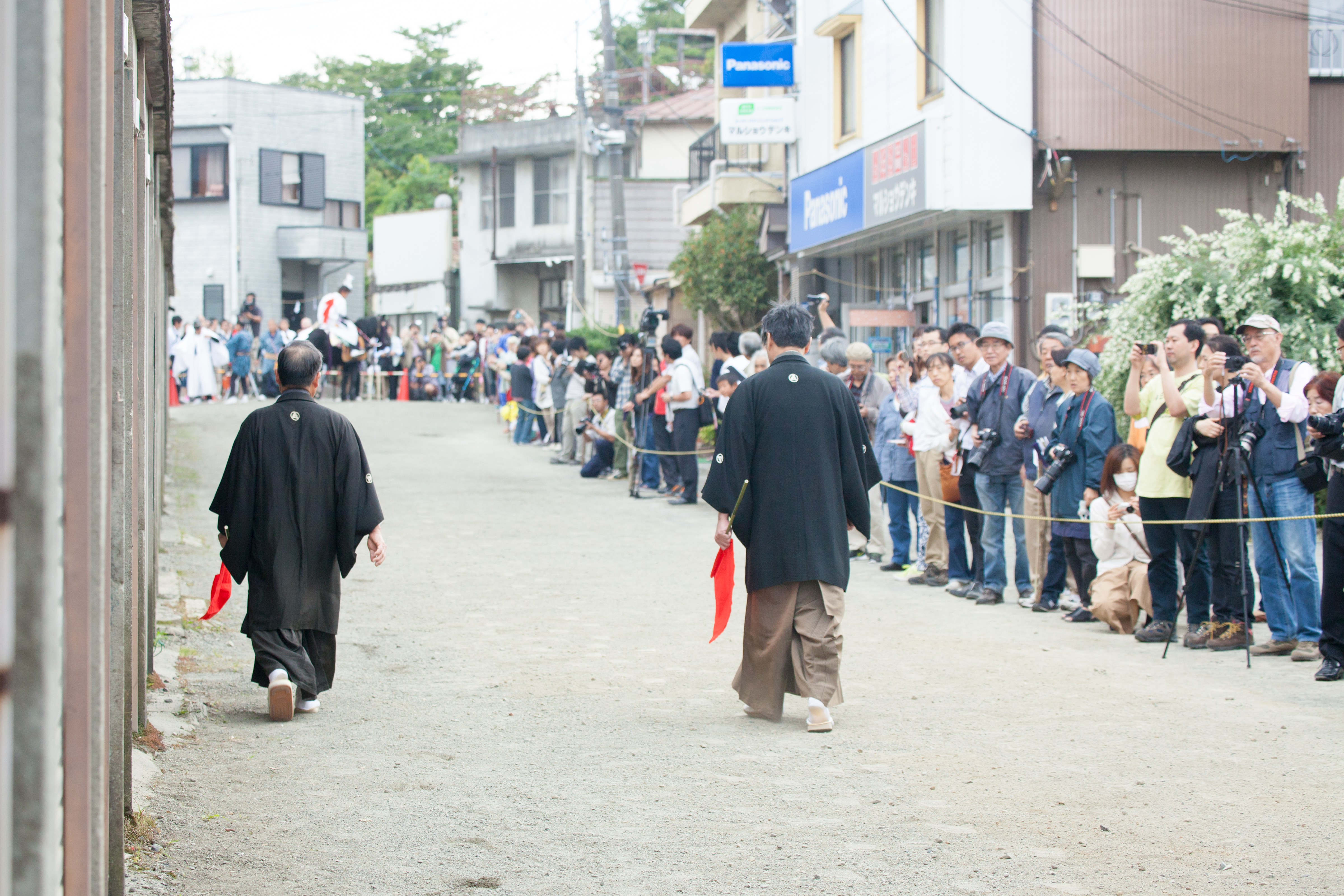
特色である「馬蹄占（ばていうらない）」をする「占人（うらびと）」

流鏑馬の馬は、氏子が馬主になって奉納するのが決まりであり、祭りは1月15日筒粥祭明けの馬主・奉仕馬申込と選定「馬出しのくじ占」から始まり、9月1日の「初馬揃」9月9日「中馬揃」9月13日「潔斎始」9月15日「後馬揃」9月18日「天神社への参向ならびに天神社山王祭」「例大祭宵宮祭」9月19日「例大祭流鏑馬祭」9月２０「後祭」以降、各町「お日待ち・秋葉講」と神事が続く。
かつて、自家で馬を飼育していない家では、馬を飼育する地内の家や他村の農家などに依頼し祭礼の期間だけ馬を借り受けていた。時代の流れと共に、馬を飼育している家もなくなり、現在では神社で馬を飼育して使用している。
かつては、富士山登山門と馬返しまでの概ね中間にあたる中の茶屋の近くにあった「騮ヶ馬場」 で行われていた。戦国時代ごろは河口湖と吉田の中間地点「長馬場」で近隣諸社合同行われていた。
神社に伝わる話によると、流鏑馬の主導を巡り村間の争いが激しくなっていったため、享禄3年（1530年）に武田氏の家臣である板垣信賢（※板垣信方のこと）の達により、各々の村で奉納されるようになったと云う。
現在の馬場「本町中村馬場」は江戸時代後期には既に使われていたことが嘉永元年（1848年）の「9月19日祭礼絵図」により分かっている。

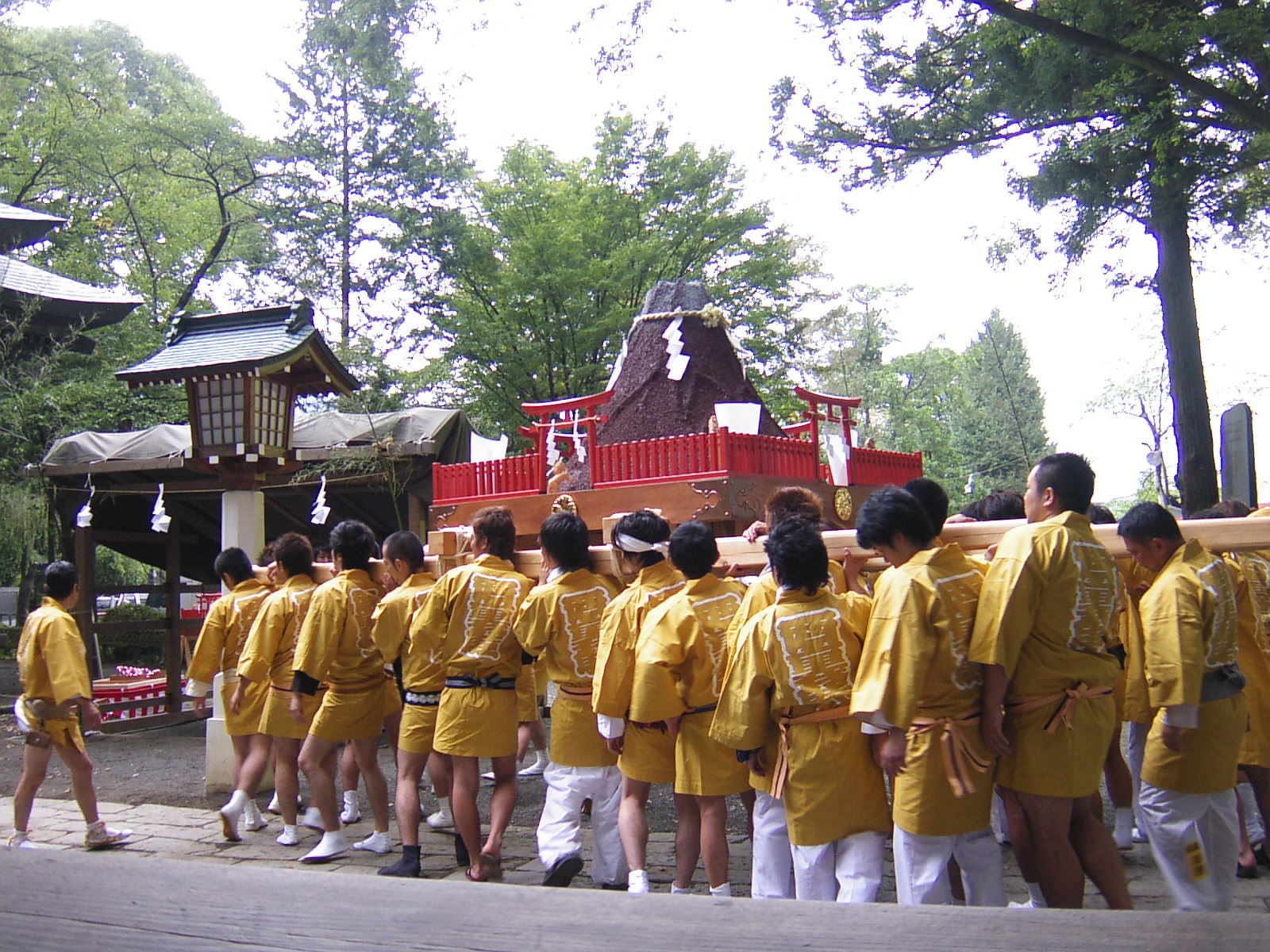
富士山神輿

2007年（平成19年）に、担ぎ手が不足し途絶えていた富士山神輿が半世紀ぶりに復活し、9月18日の宵祭りに神輿巡行が行われている。
馬出しの神籤祭
1月15日早朝、筒粥祭の占いの結果が公表された後に、流鏑馬祭奉仕希望者の申込が行われ、正午から神事による奉仕馬のくじ引きが行われる。かつては6頭と定められた奉仕馬に、30から60頭もの申し込みがあった。その家から流鏑馬の奉仕馬・馬主を出すことは大変な名誉であった。近年では、定数以上の奉仕馬の申込が無く申込の受付のみで祭儀は行えていない。
初馬揃祭
9月1日、例大祭に出る馬は全て神社に集まり、神事が行われる。各馬主は稽古鞍授与の神籤を引き、占人より稽古用の馬具一式を受け取る。その後、馬場見せ・馬場ならし・馬駆けを行う。（現在は、神社飼育の神馬で境内の馬場で練習等が行われている）
中馬揃祭
9月9日、奉仕馬が集まり、神事の後、馬場ならし・馬駆けを行う。
潔斎始祭
9月13日、神事にて、木花咲耶姫命の御姿の軸、御幣などが授与される。流鏑馬馬主・奉仕者はこの日より神社境内の潔斎館に移り住み精進潔斎の生活に入る。かつては各馬主の自宅で行われており、妻をはじめ、奉仕者以外の家族全員を親戚縁者の家に出し、木花咲耶姫命の御姿の軸を祀った祭壇を設けて家を清め奉仕者や助勤者のみで男所帯の共同生活が行われていた。
後馬揃祭
9月15日、各馬主は神馬の装飾を授与され、神事にて流鏑馬本番に使用する本鞍を選ぶ神籤を引き、結果によって占人よりそれぞれ本番用の馬具一式を受け取る。
山王社宵宮祭
9月17日、馬主・奉仕者は山王社に参拝し弓取の儀が行われて、占人から儀式の伝授をうける。
山王社祭・流鏑馬祭宵宮祭
9月18日、日中小室浅間神社より神職・占人・馬主・奉仕馬等、流鏑馬に関係する諸人が行列を組んで山王社への参向が行われ、富士山神輿が巡行する。

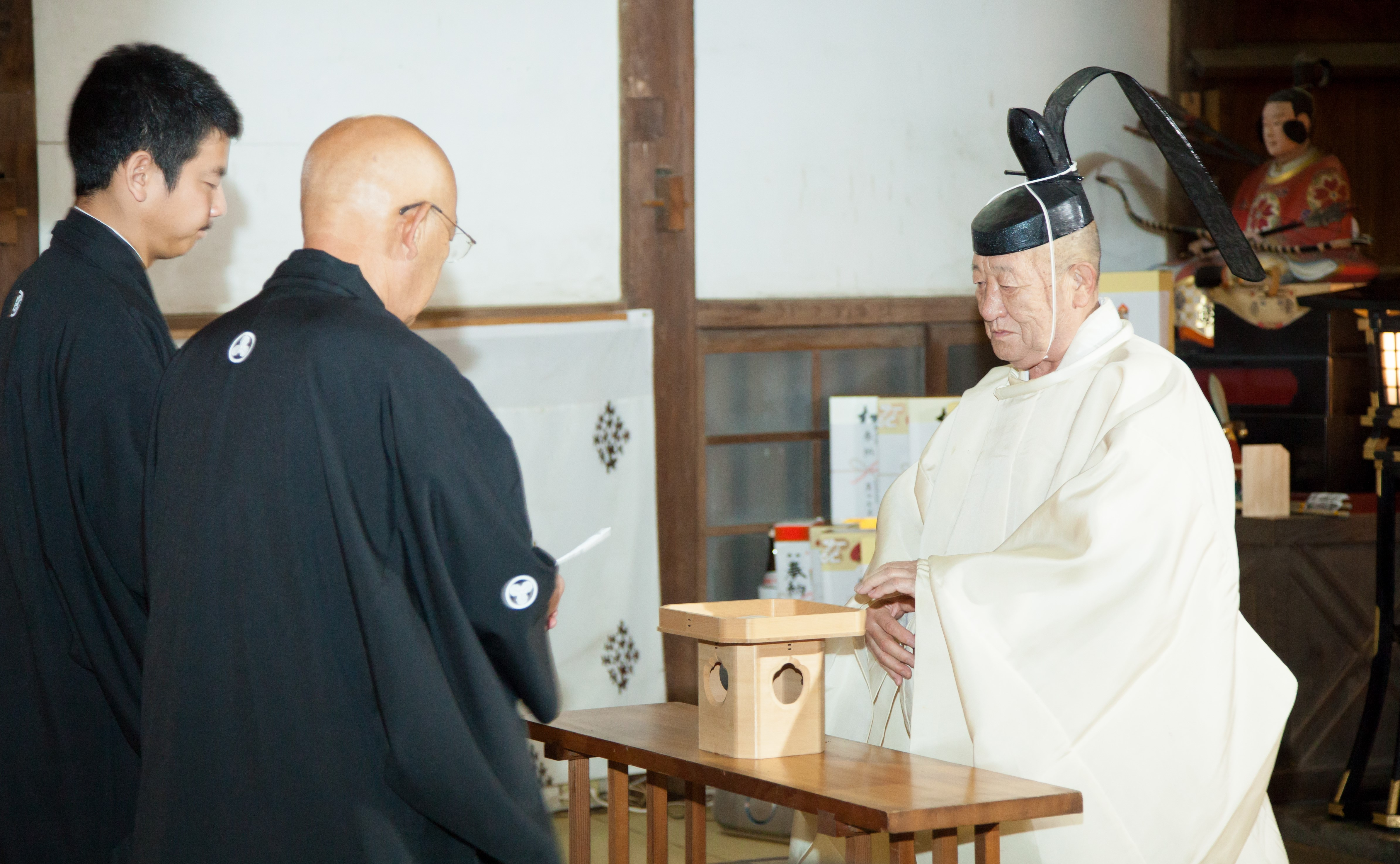
流鏑馬祭宵宮祭での神籤神事。神籤により流鏑馬祭本祭での役目と、神馬を走らせる順番が選定される

その夜、宵宮祭が行われ、神籤により馬主ごとに「朝馬」「夕馬」の役馬の担当と神馬を走らせる順番が決められる。
祭礼を通して馬具は「占人」が管理しており、馬の額を飾る「オテンゴー、御天狗」は馬の鬣（タテガミ）を組紐で編んだもので、馬形埴輪の額に付された角状の飾りを継承したものと考えられており、祭礼当日早朝に「占人」が整える。
例大祭流鏑馬祭
9月19日、神事で矢、弓、的が馬主に渡され、「朝馬」「夕馬」の順番で流鏑馬をし、足跡による占い「馬蹄占」が行われる。最後に「山王さん（山王馬）」のノッパライ（乗り払い）が行われる。これは秋の収穫を見届けた山の神をヤマ（富士山）に送っていくからという。18日の「天神社への参向ならびに天神社山王祭」を行う下仲「天神社（山王社）」の伝承に「下宮の馬場をひと馬場借りて、山王さんのウマットバシをする」とあり、山王馬のノッパライとの係りが推測される。
流鏑馬後祭
9月20日、流鏑馬「馬蹄占」の結果が報告され、ただちに各町に伝えられる。
お日待ち
流鏑馬祭りが終わると、各町内に神職を招き「馬蹄占」の結果をもとに「お日待ち」と呼ばれる祭事を行う。
小さなものでは近隣10軒くらい、大きなものでは自治会単位で食堂や個人宅、自治会館に集まり、祭神の掛け軸を飾り祭壇を設え、飲食を共にする。
各家庭では、その後に神職から紙垂を1枚戴き、一年間火事や争い事がなく無事に過ごせるよう祈願する。
戦前までは朝まで寝ずに談話して過ごし、日の出を拝んで解散していた。

### 筒粥祭

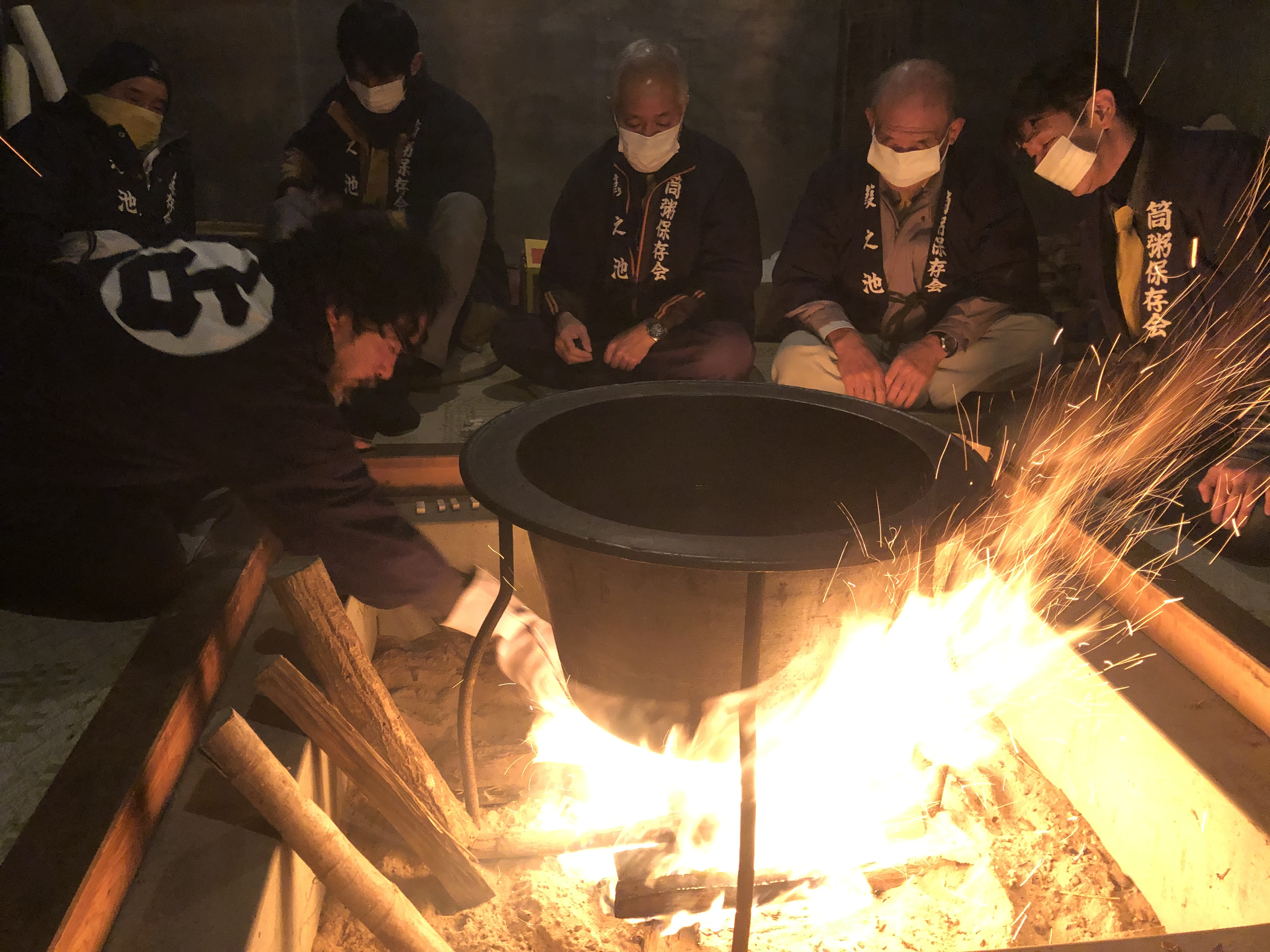
筒粥祭は深夜、世襲の占人一族（葭之池温泉一門）による筒粥保存会の奉仕で行われる

山梨県では当社をはじめ富士北麓地域や八ヶ岳山麓地域において筒粥神事が残されている。小室浅間神社の筒粥祭は、1月14日夜から翌日未明にかけて行われる神事。これにより年間の五穀豊穣・天候・養蚕・富士山登拝者数を占い、特にこの富士参詣者の多寡を占う点が特徴とされる。結果は筒粥占標として公表される。
また、筒粥神事の後には囲炉裏から釜を外し、燠（おき）の上で「カツノキ」と呼ばれるヌルデの樹で作られた駒を乗せ、その焼き具合で天候を占う「テリフリ占い」も行われる。こちらの結果も晴雨占標として公表される。
小室浅間神社の筒粥神事は戦国時代の富士北麓地域の年代記である『勝山記』にも「ツゝカイ」として記録されており、戦国時代の段階で占う14種の農作物とともに、ほぼ現在と一致する神事であったと考えられている。
筒粥神事にも世襲の「占人」一族（葭之池温泉一門）があり、神社の主な祭儀が占い神事で、それぞれに世襲の一族が代々奉仕していることが大変珍しい。

### 御更衣祭
60年に一度、祭神（木花咲耶姫命）の神体の着衣を替える「御更衣祭」が行われる。20世紀には戦後の1950年（昭和25年）に儀式が実施された。平成時代には2010年（平成22年）9月19日深夜2時に実施され、次回は2070年である。「御更衣祭」の時以外に神体を目にすると、必ず良くないことが起きると伝えられている。

### 神馬祭
例年、5月５日こどもの日に斎行される。「馬と子供のお祭り」として親しまれている。
主に農作業等に従事する働く馬や、歴代神馬への感謝と慰霊が行われ、地元商店会の出店やイベントで賑わう。

## 御神馬

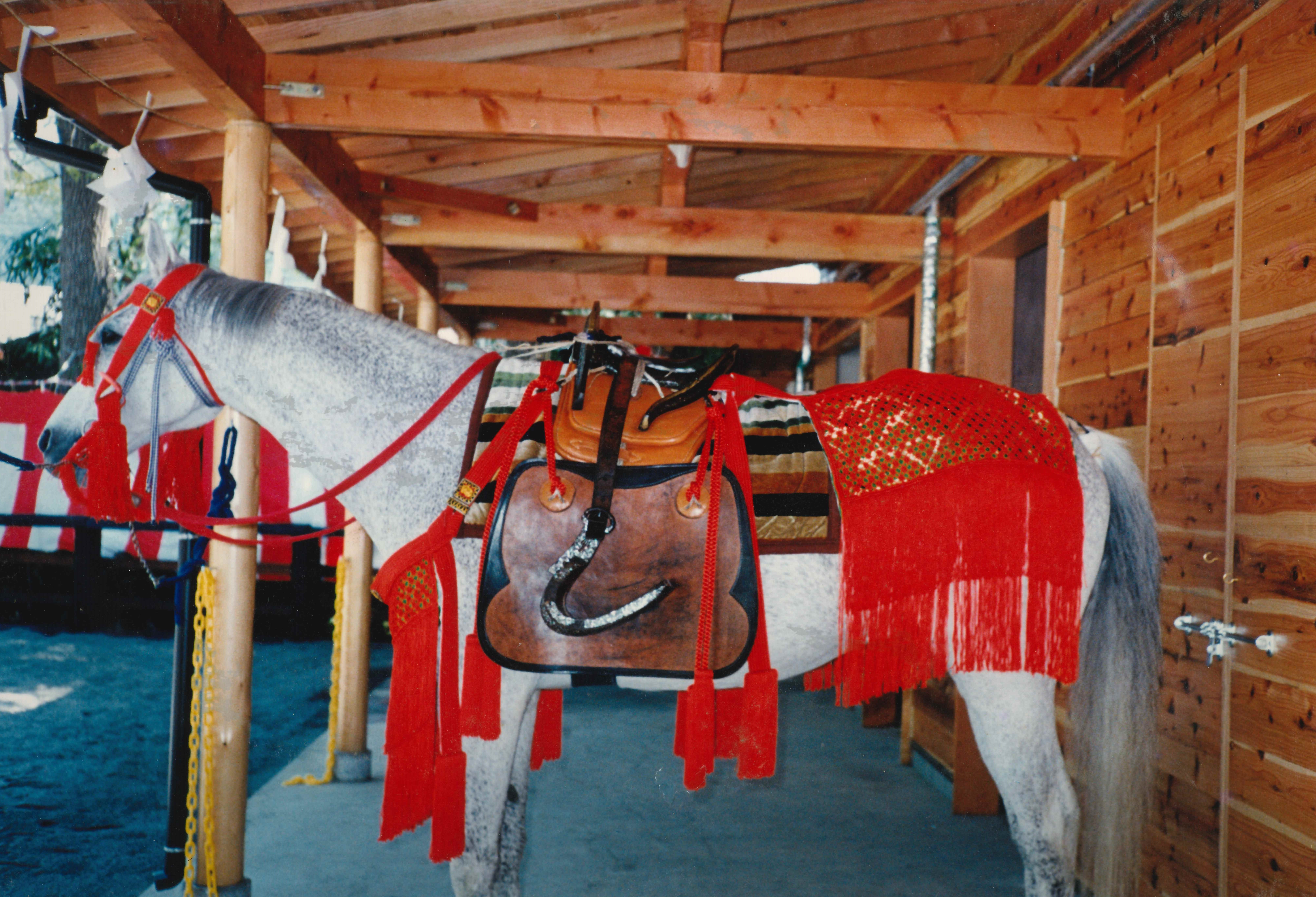
神馬 瑞桜（ヒカリシャーク）

馬蹄占をする流鏑馬祭り維持保存の為に、1993年（平成5年）より境内で御神馬を飼育している。
|    | 馬名               | 神馬名           | 備考 |
| -- | ------------------ | ---------------- | ---- |
| 1  | ヒカリシャーク     | 瑞桜（ずいおう） |      |
| 2  | マックスポート     |                  |      |
| 3  | トーワタケシバ     |                  |      |
| 4  | ダイイチヒジリ     |                  |      |
| 5  | トキン             |                  |      |
| 6  | イチエイクリッパー |                  |      |
| 7  | シロ               |                  |      |
| 8  | キングズオブザサン | 旺輝（おうき）   |      |
| ９ | ワイズセレクション | 賢旺（けんおう） | 現任 |

終身制で天寿を全うした歴代御神馬は神馬社に合祀されている。
毎年5月5日に神馬祭が行われている。
神馬舎では御神馬以外にも木曽馬、ポニーなどが複数飼育されている。

## 摂末社

### 大塔宮社・雛鶴社
- 祭神：大塔宮護良親王・雛鶴姫
- 例祭：5月10日（桂樹祭）

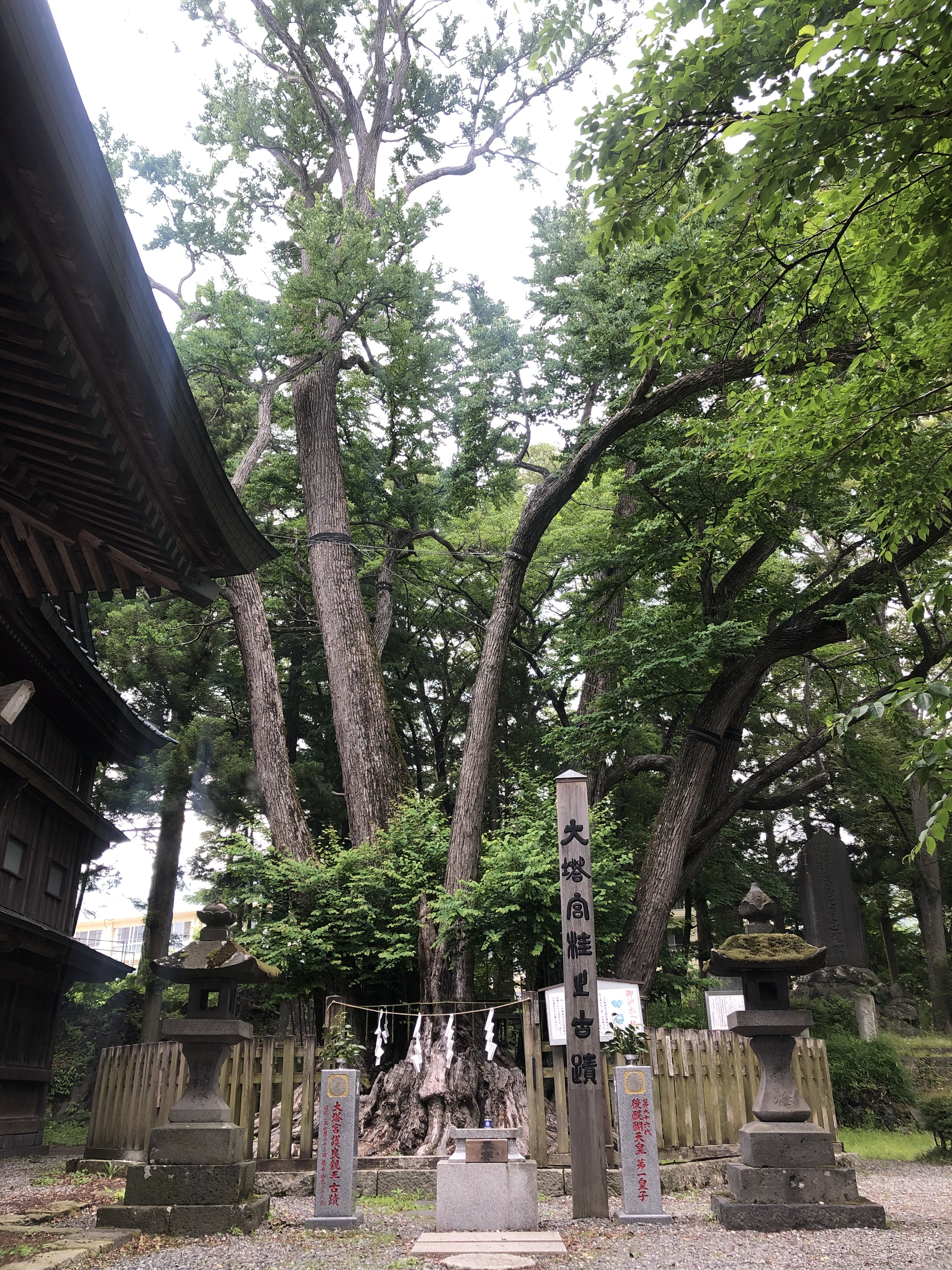
本殿脇の御神木「大塔宮桂之古跡」の桂樹

境内、桂の御神木に祀られており「大塔宮桂之古跡」とも称し、「お桂さん」としても親しまれている。
南北朝時代、騒乱で討たれた大塔宮護良親王の首級を雛鶴姫が負って落ちのび、桂の御神木の根元に葬ったと古文書等で伝わる。
古文書の一つは、建武2年（1355年）9月23日清和天皇遠孫某よりの祈請書の写し（原書は所在不明）で、下宮浅間の社地にある桂の神木の元に護良親王の首級を葬ったので、新羅三郎義光像を刻んで奉納し密かに護良親王として神木と共に祀る事を望むと記されている。

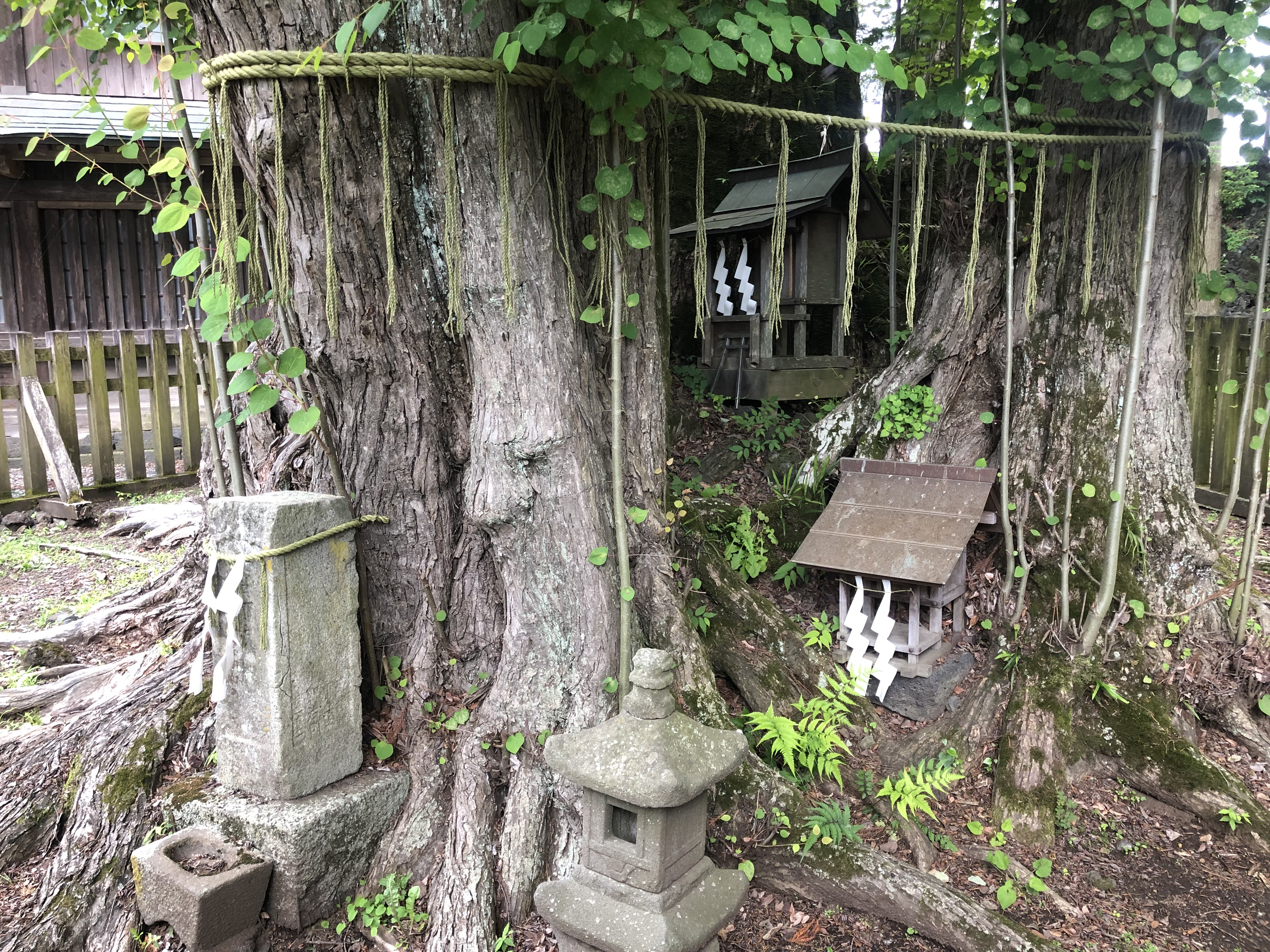
右から雛鶴社・大塔宮社・首塚

桂の御神木は樹齢約800年で富士吉田市天然記念物に指定されている。

### 神馬社
- 祭神：白馬像で馬の御霊を祀る。
- 例祭：5月5日（神馬祭）

木花之開耶姫の乗り物の神馬と馬の御霊を祀る。
5月5日の神馬祭は「馬のお祭り」として親しまれており、地元商店の出店で賑わい、飼育している神馬を使った子供たちの体験乗馬等が行われている。

### 日枝社
- 祭神：大山咋神
- 例祭：5月5日

地元では「お猿さん」と云われ親しまれている。社殿に御使いの猿の神像が控えている。

### 五社神社（大神社・山神社・天王社・稲荷社・天神社）
- 祭神：天照皇大神・大山祇尊・須佐之男命・大己貴尊・少名彦尊・倉稲魂尊・菅原道真命
- 例祭：4月10日

五つの社を纏めた神社

### 室宮恵比寿社
- 祭神：恵比寿
- 例祭：11月19日夜

尾形光琳彩色の恵比寿像を祀る。11月19日夜には恵比寿講が行われる。

### 胎内弁天社
- 祭神：弁財天

溶岩樹形を利用した古祠、古い富士山信仰の形を残している。周囲には丸石神が積まれている。

### 荒田八幡宮
- 祭神：誉田別命・玉依姫命・神功皇后・田辺一家氏祖霊

### 水天宮
- 祭神：天御中主神・安徳天皇・高倉平中宮（建礼門院、平徳子）・二位の尼（平時子）

境内ギャラリー
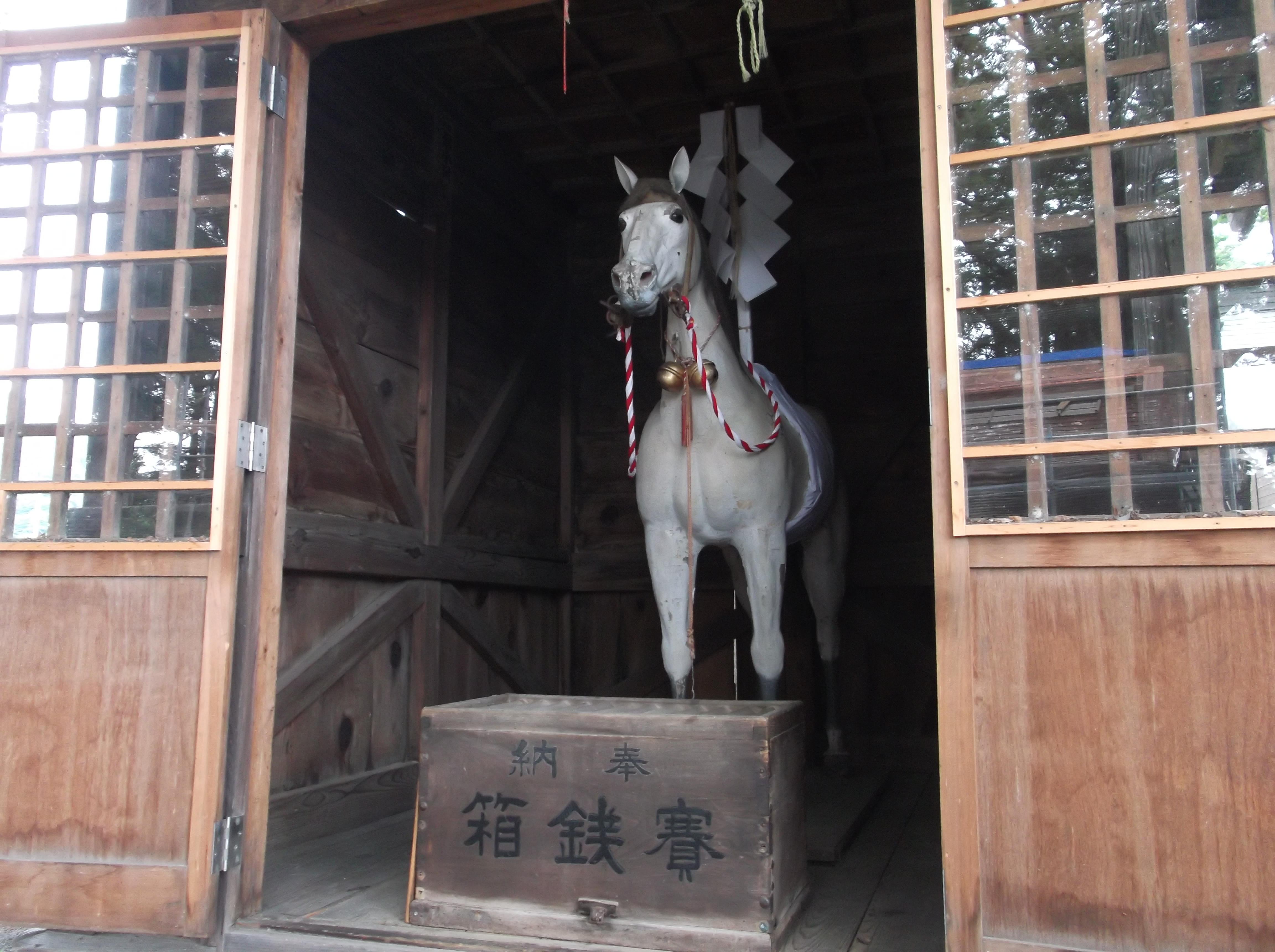
神馬社、神馬像
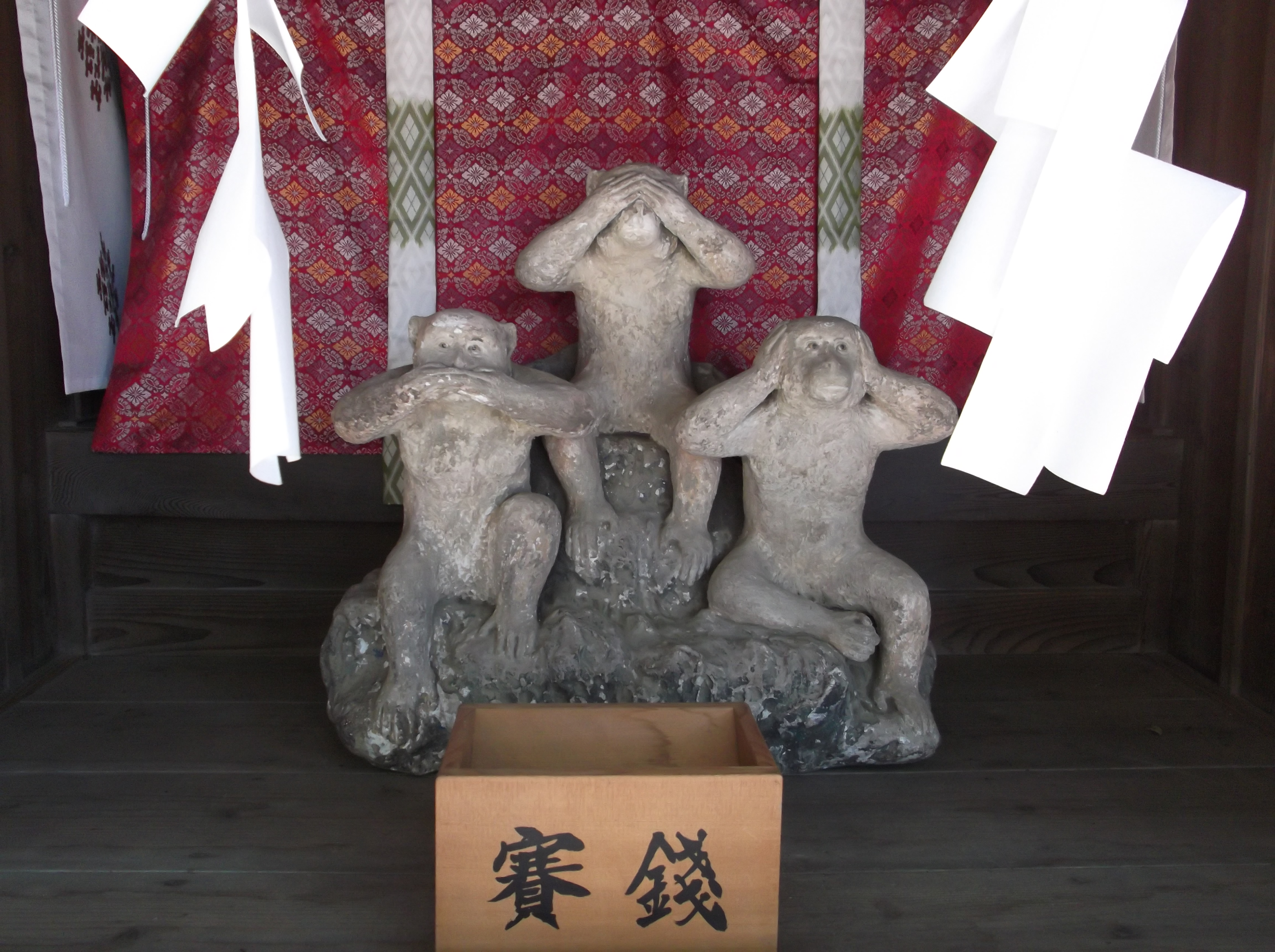
日枝社「見ざる聞かざる言わざる」の像
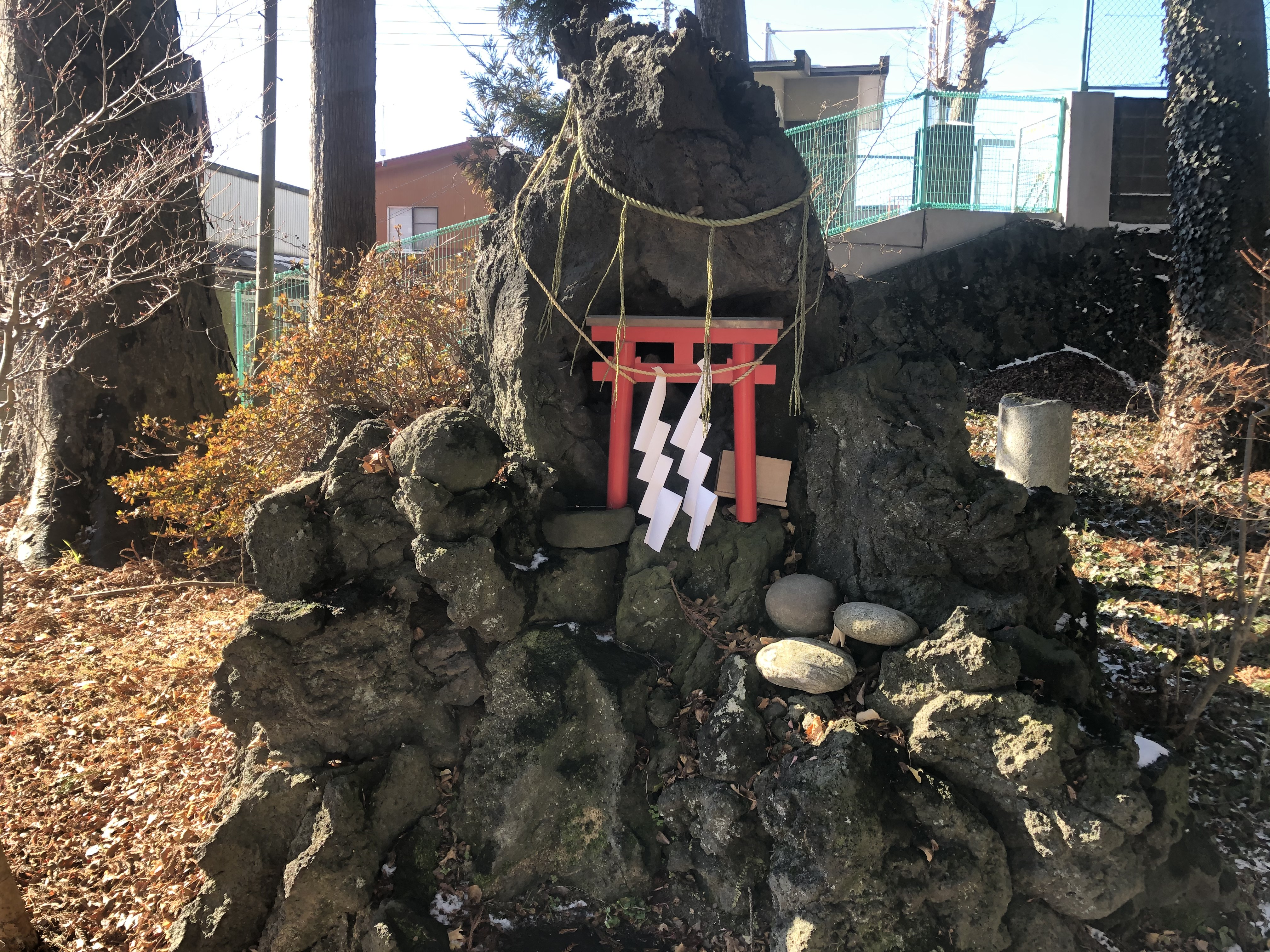
胎内弁天社と丸石神
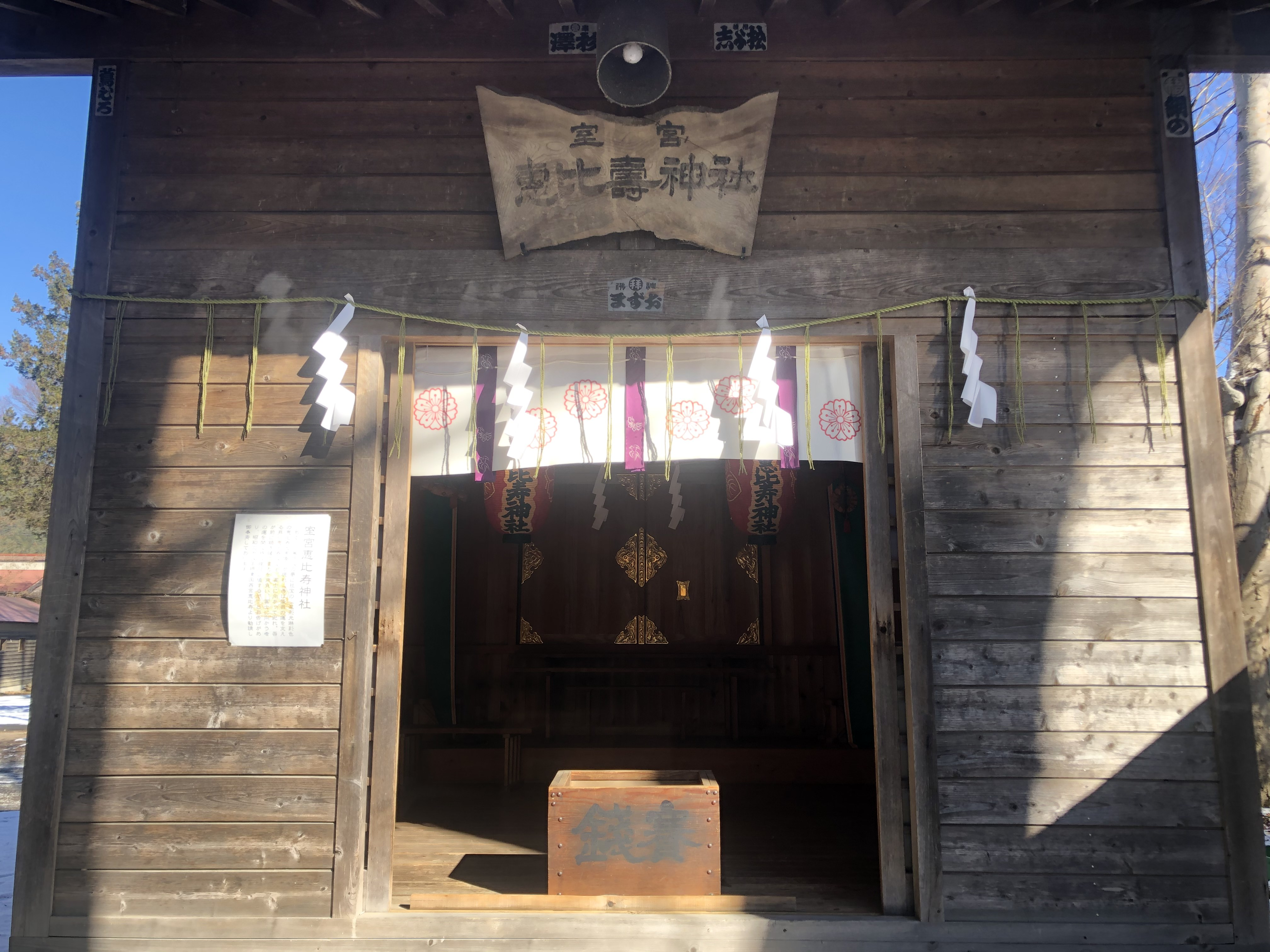
室宮恵比寿社
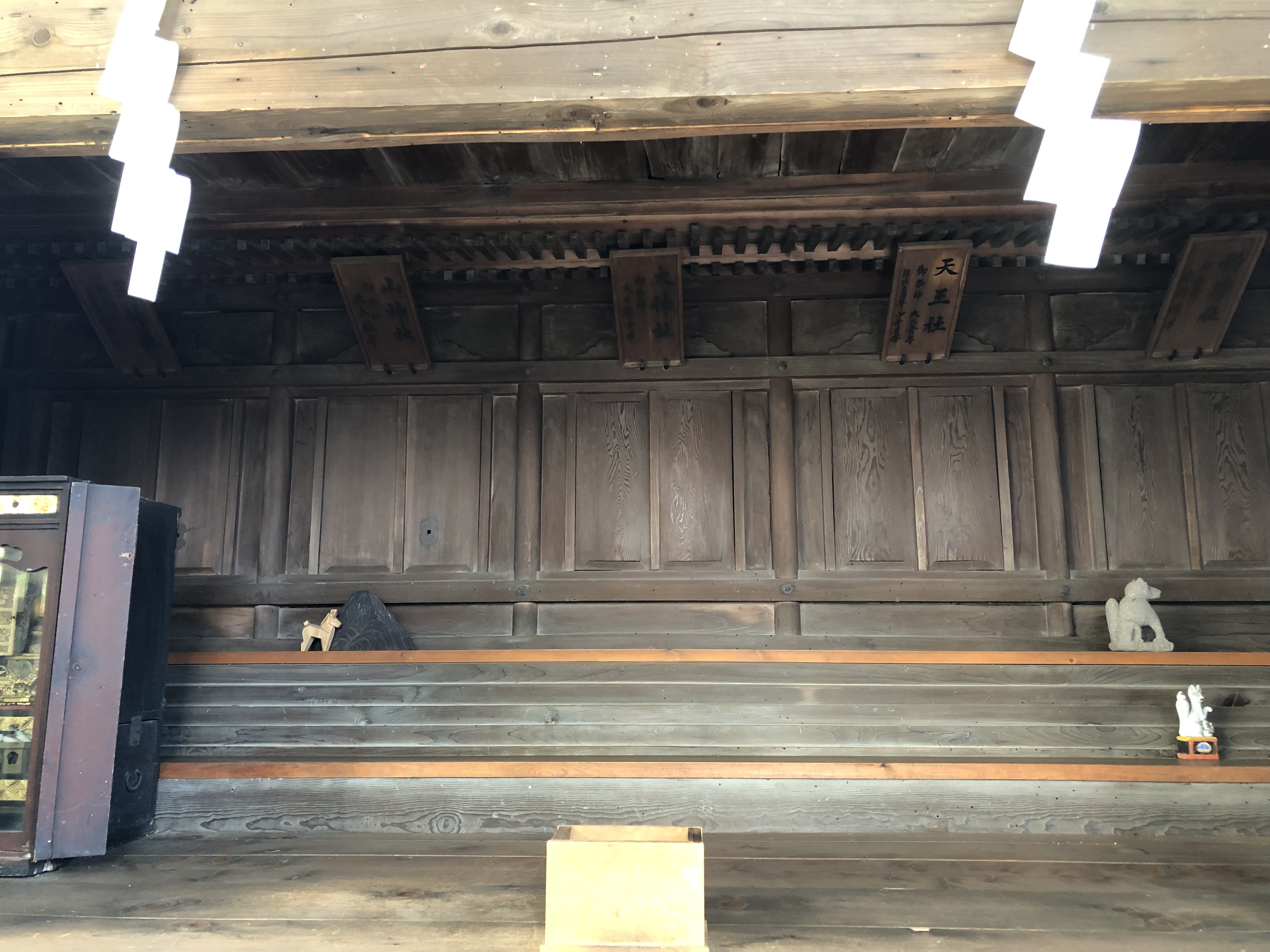
五社神社　五間社　屋根廻り老朽化の為、昭和に改修。
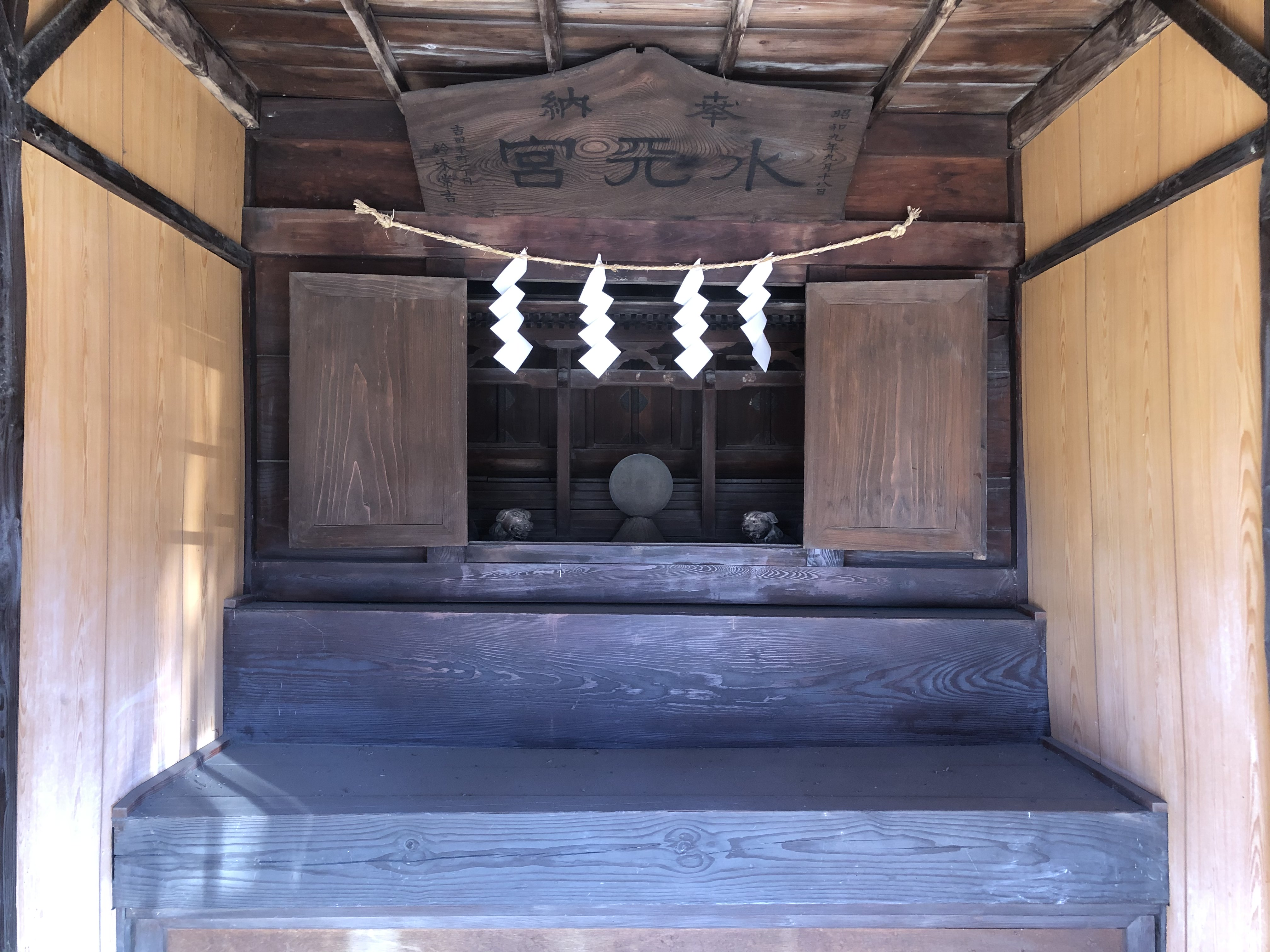
水天宮社
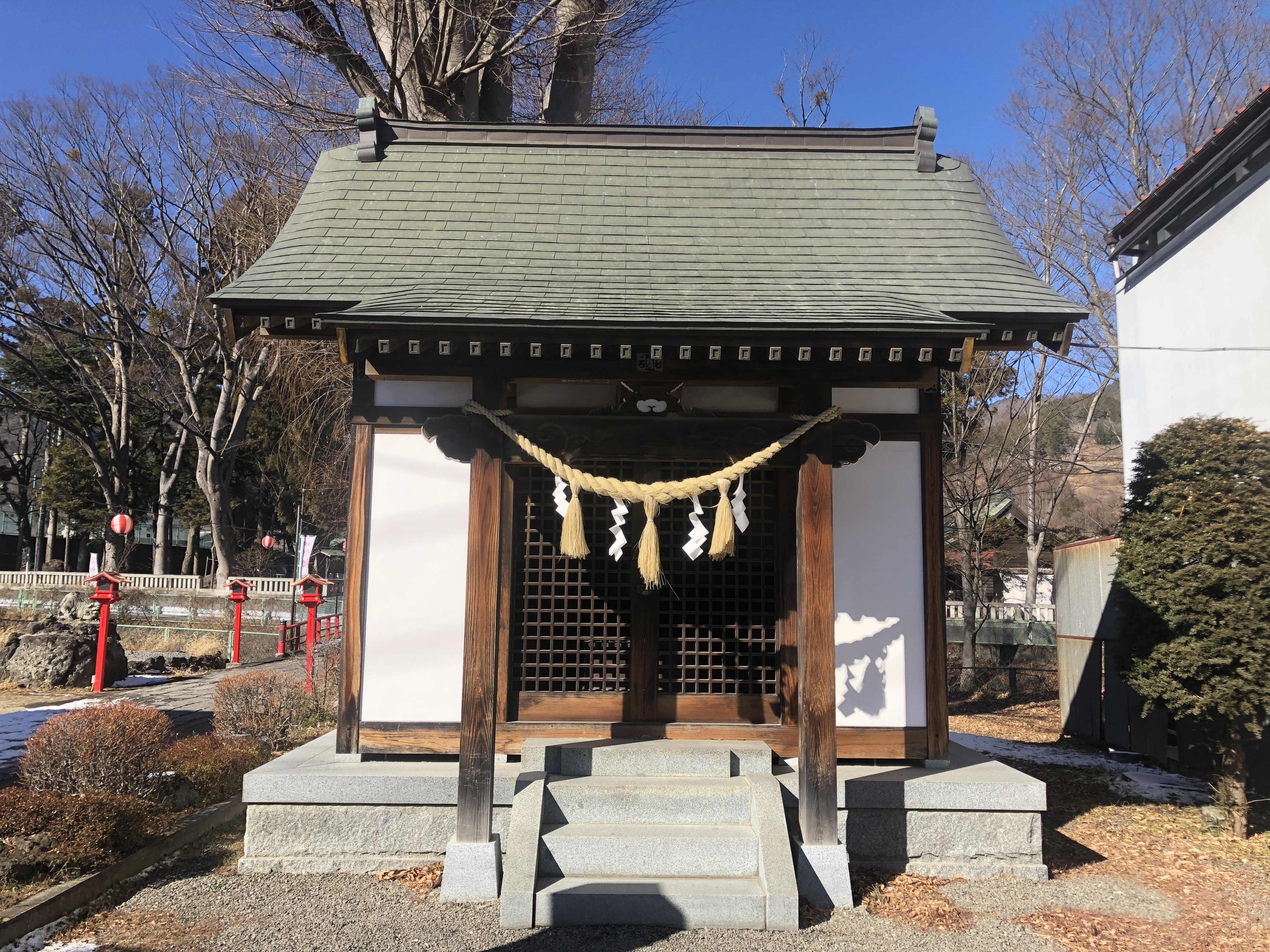
荒田八幡宮拝殿
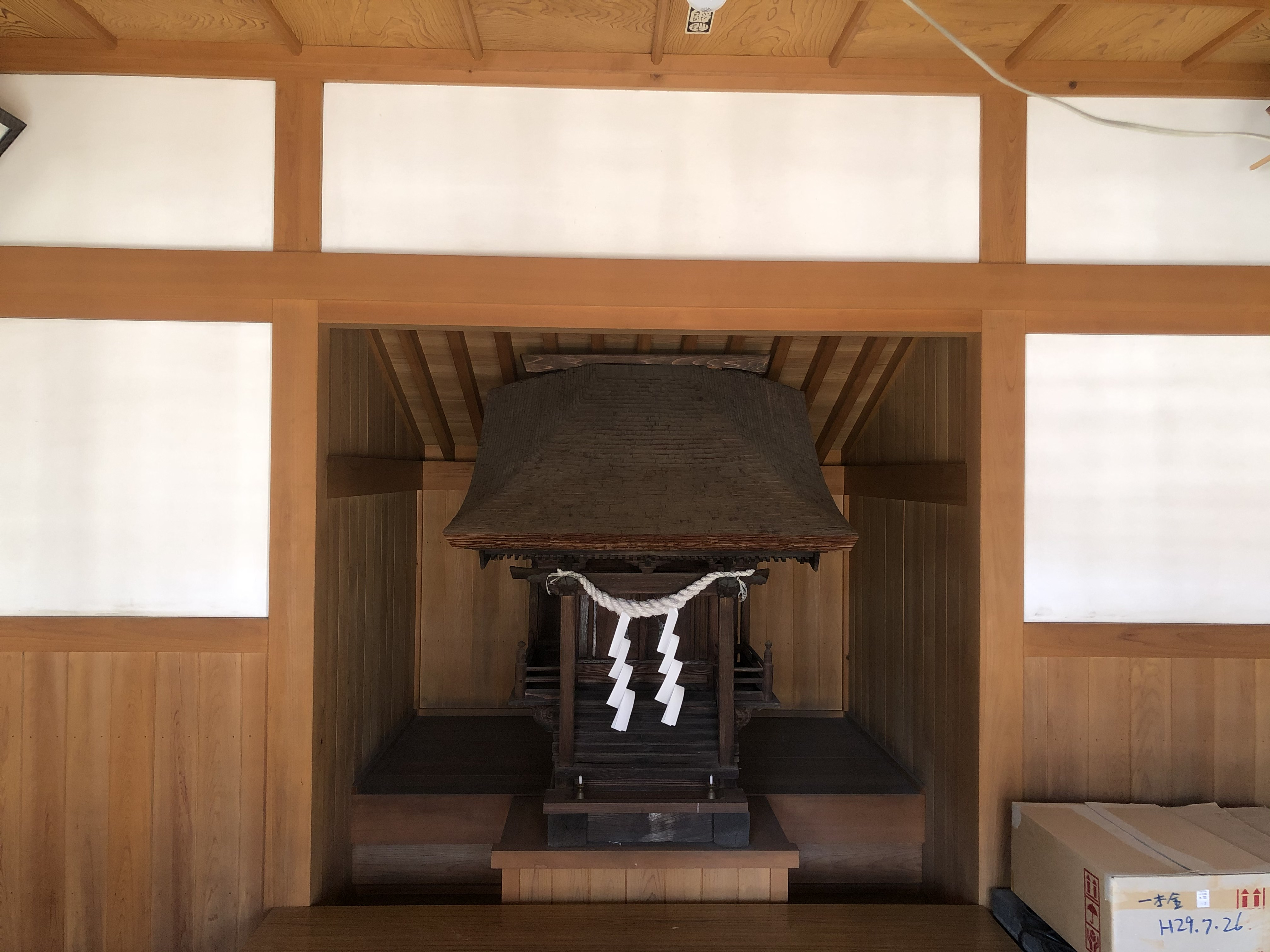
荒田八幡宮本殿
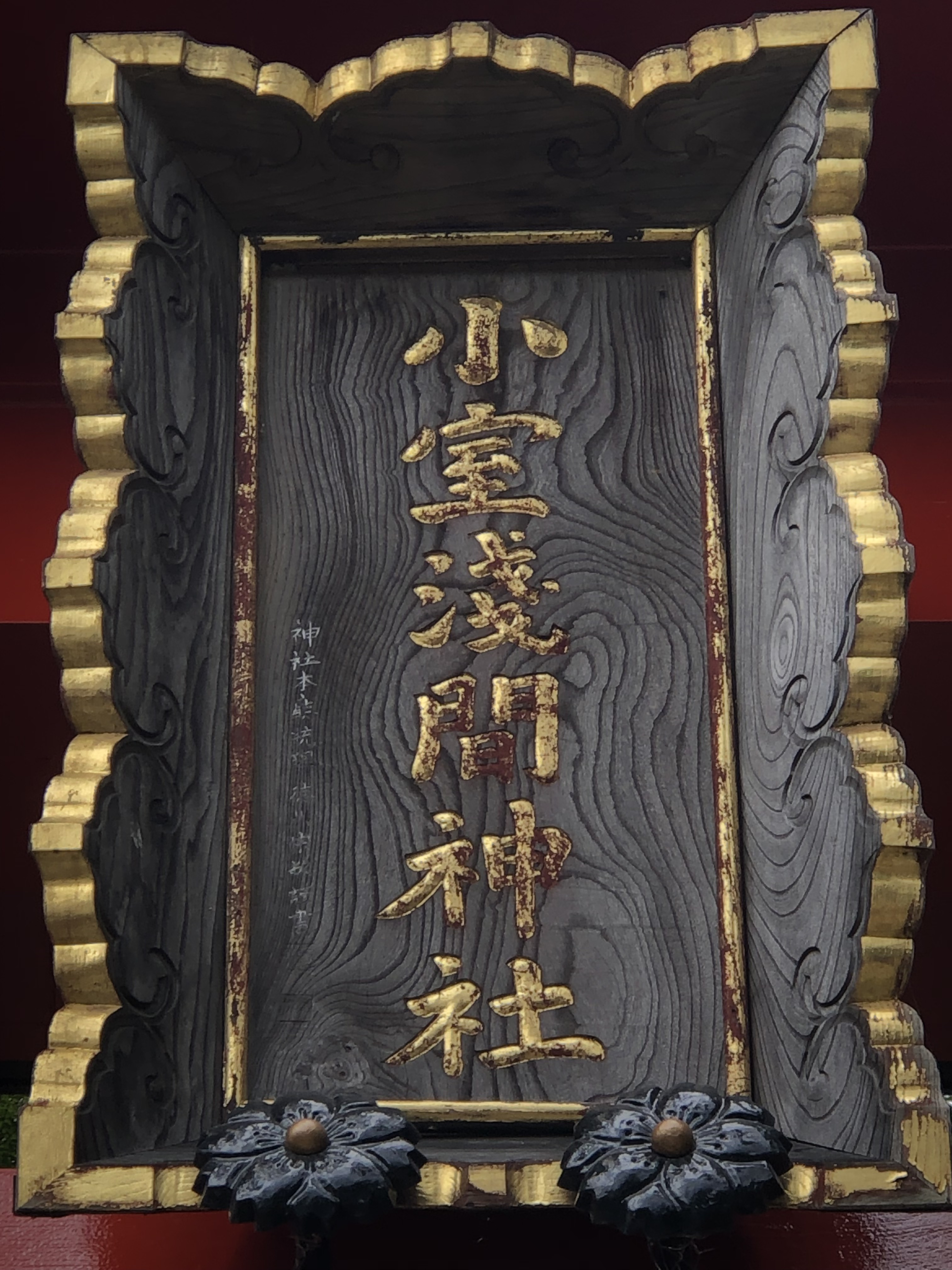
大鳥居扁額　揮毫　一橋徳川家12代徳川宗敬氏　1981年（昭和56年）
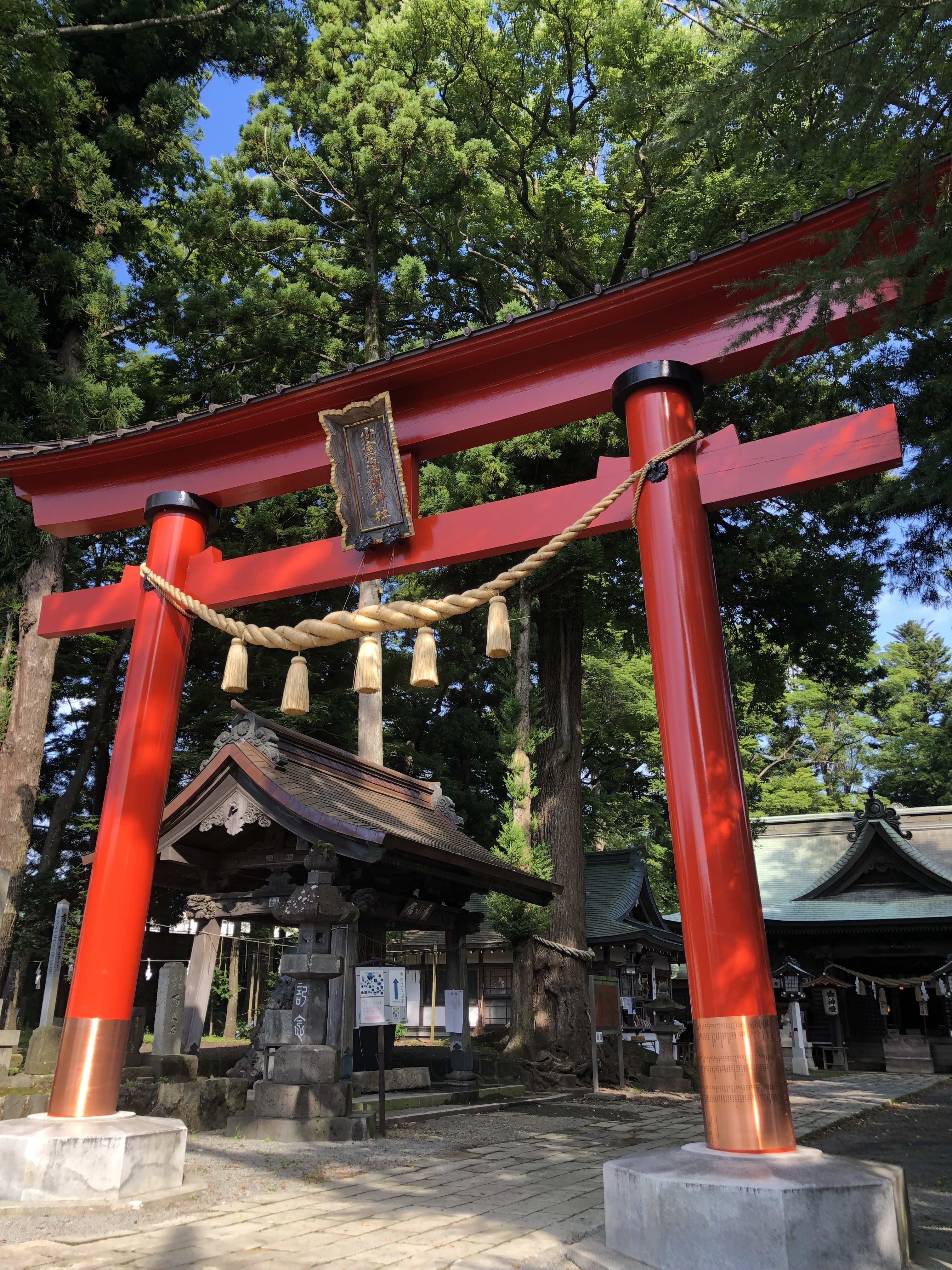
大鳥居　1981年（昭和56年）竣工　2004年（平成16年）台風で倒壊　2010年（平成22年）部材を流用して再建　2020年（令和2年)柱部の傷みが酷くなり、鋼鉄製の柱に交換修繕
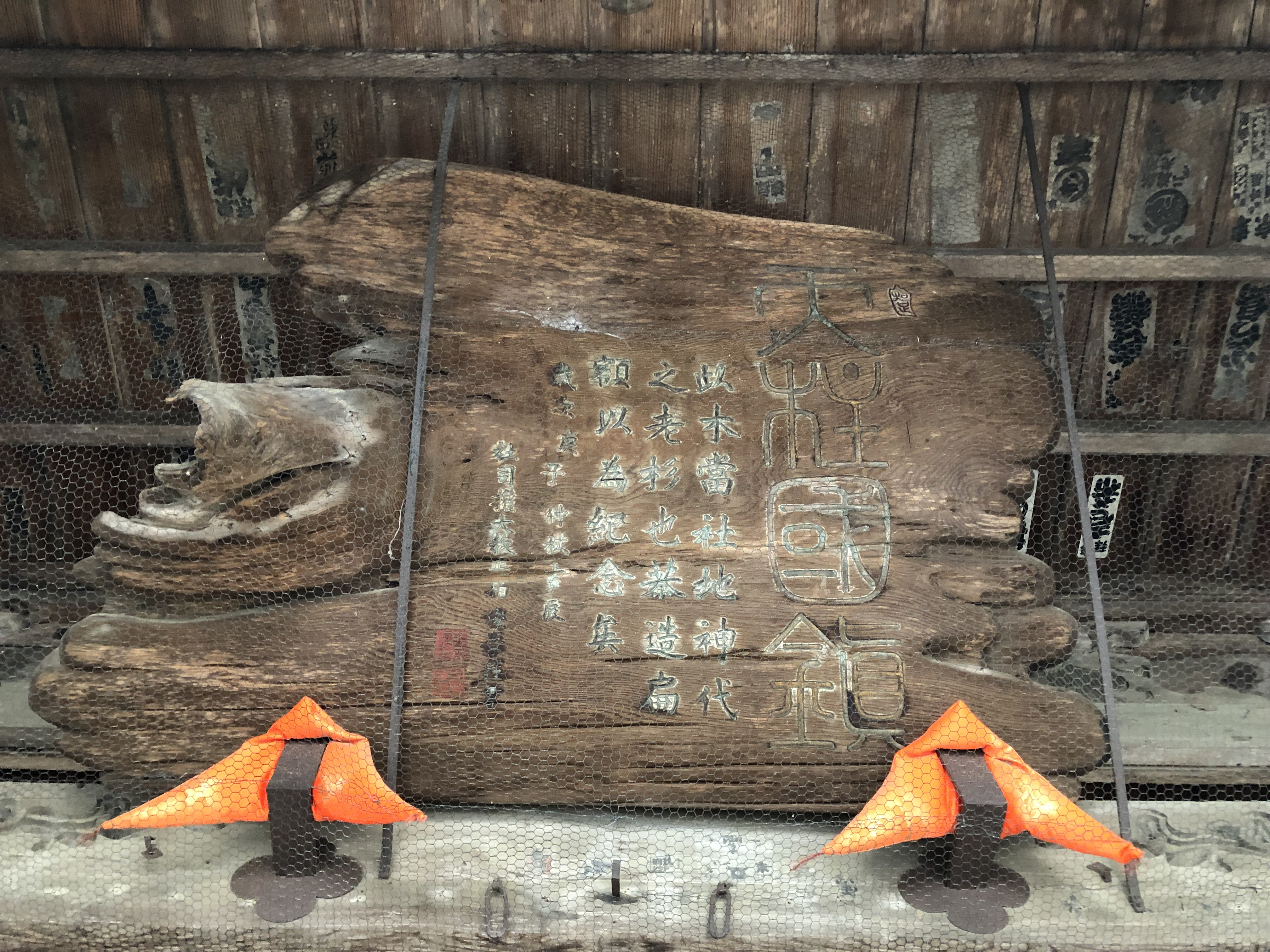
拝殿に掲げられた神代杉の額　甲斐国志に「社中杉の古木あり大七抱余、天文中雷火にて焼けしこと奮記に見ゆ。又、寛永三年四月六日雷火にて焼く、両吉田及び松山の産子共、一の枝に水を注ぎしと寛永日記にあり近世枯木となりて存ぜり」とある神代杉の枯木の一片を利用した扁額。
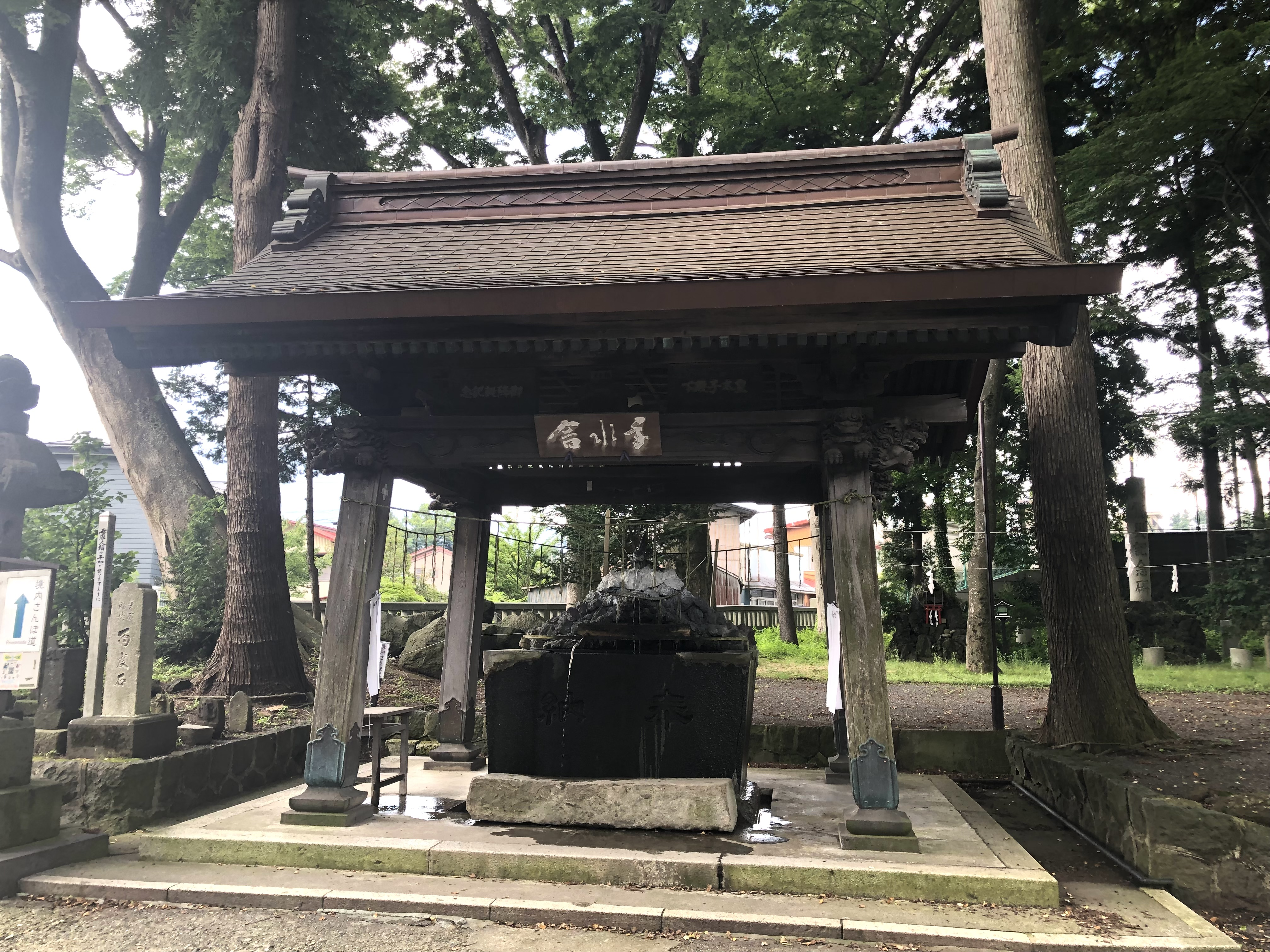
手水舎　1933年〈昭和8年〉継宮明仁親王生誕を記念して翌年、建築
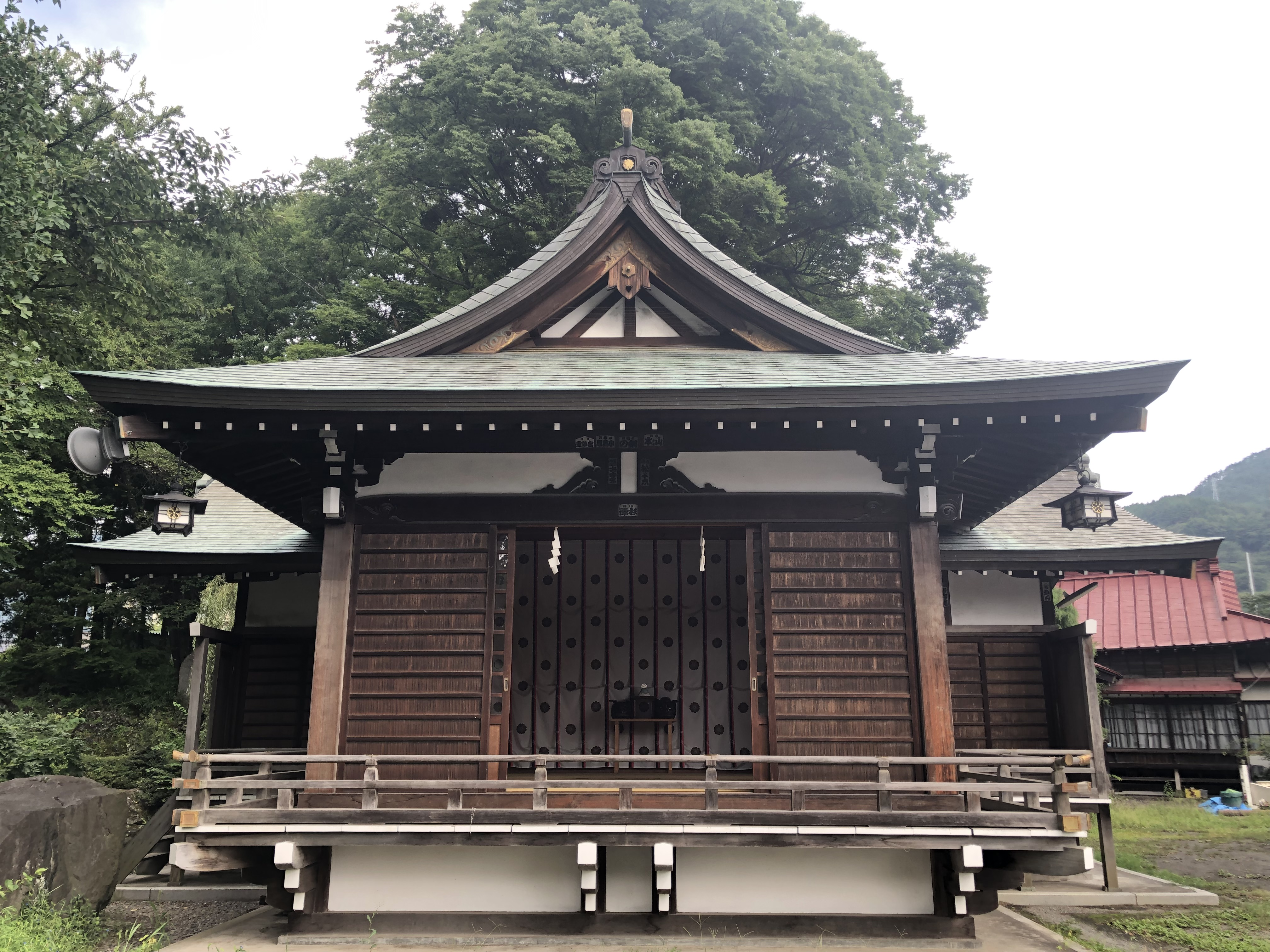
神楽殿　1975年〈昭和50年〉建築。この地方では珍しい舞殿型の神楽殿。下吉田地区には神楽が無く、代わりに農村歌舞伎が盛んで、獅子舞や金春流能面などが伝わる為、芸能事を意識して建築された。
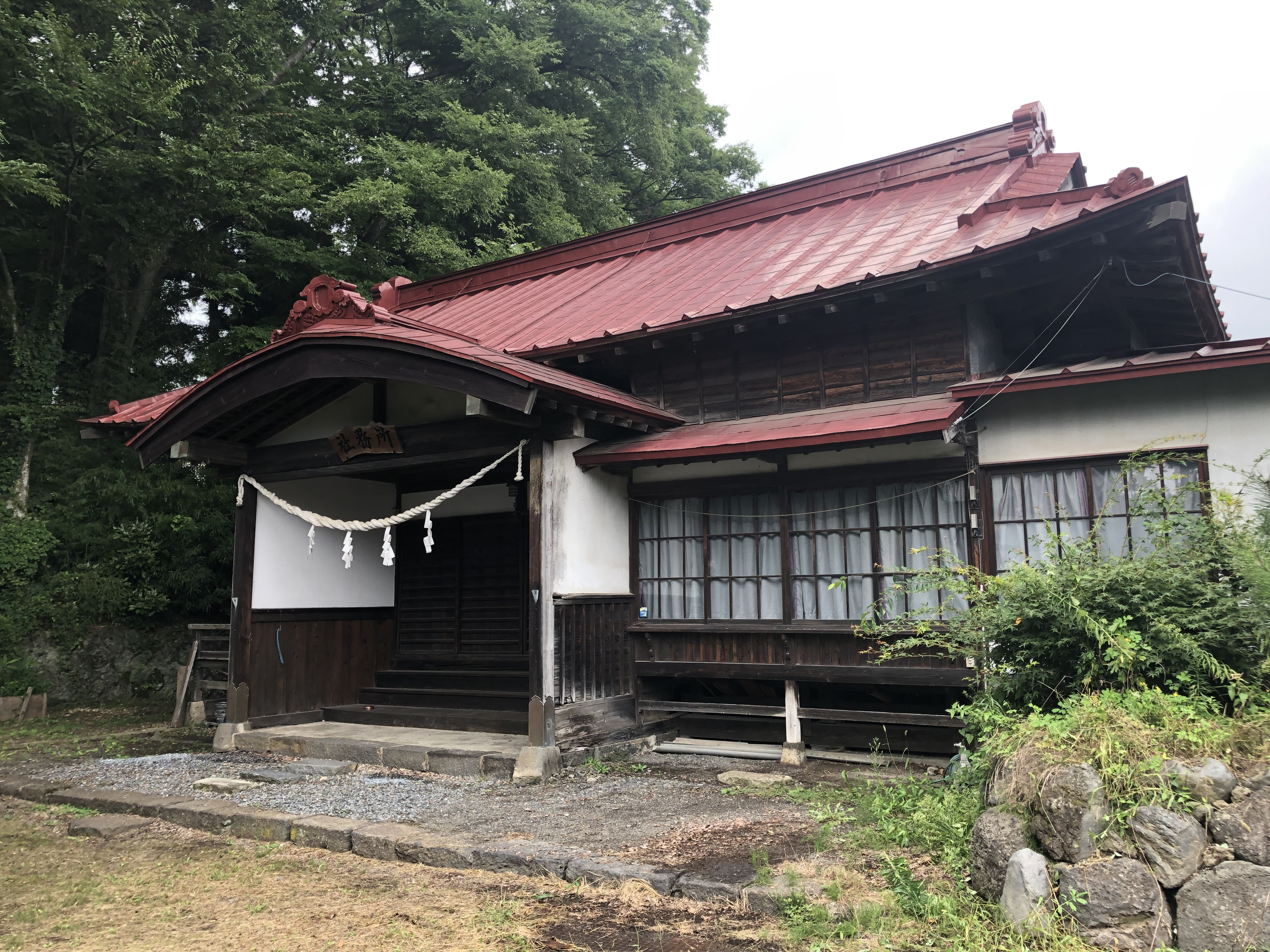
社務所　江戸時代後期の建築と伝わる。元々舞台屋敷（農村歌舞伎舞台）であり、明治に入り下吉田村役場として使用、後に境内現在位置に曳家され、社務所に改築された。現在も広間畳下には、廻り舞台と組木が残る。
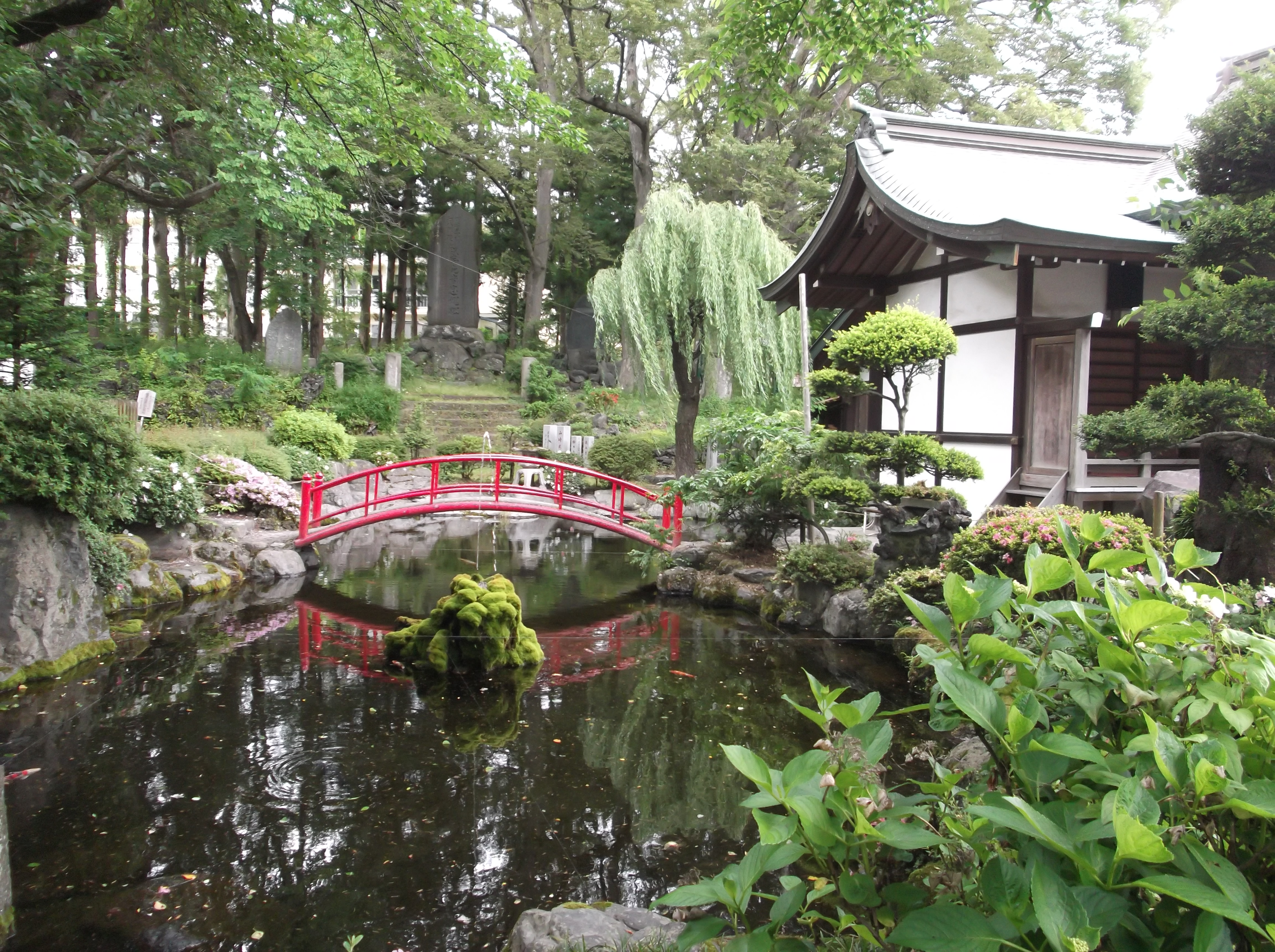
神池

## 境外社
冨士山下宮小室浅間神社には二か所飛び地境内があり、それぞれ金刀比羅社、白王社が祀られている。

### 金刀比羅社
- 祭神：大物主命

富士吉田市下吉田東町に鎮座する。
この付近は古吉田森組と呼ばれており、冨士山下宮小室浅間神社の旧社地との伝説もある。
戦国時代には月江寺と併せて富士登拝者の為の禊場があり、湧き水で身を清めていた。
関所が併設され通行料を徴収しており、「関一歩」が示すように、この地点が吉田口登拝の起点となっていた。

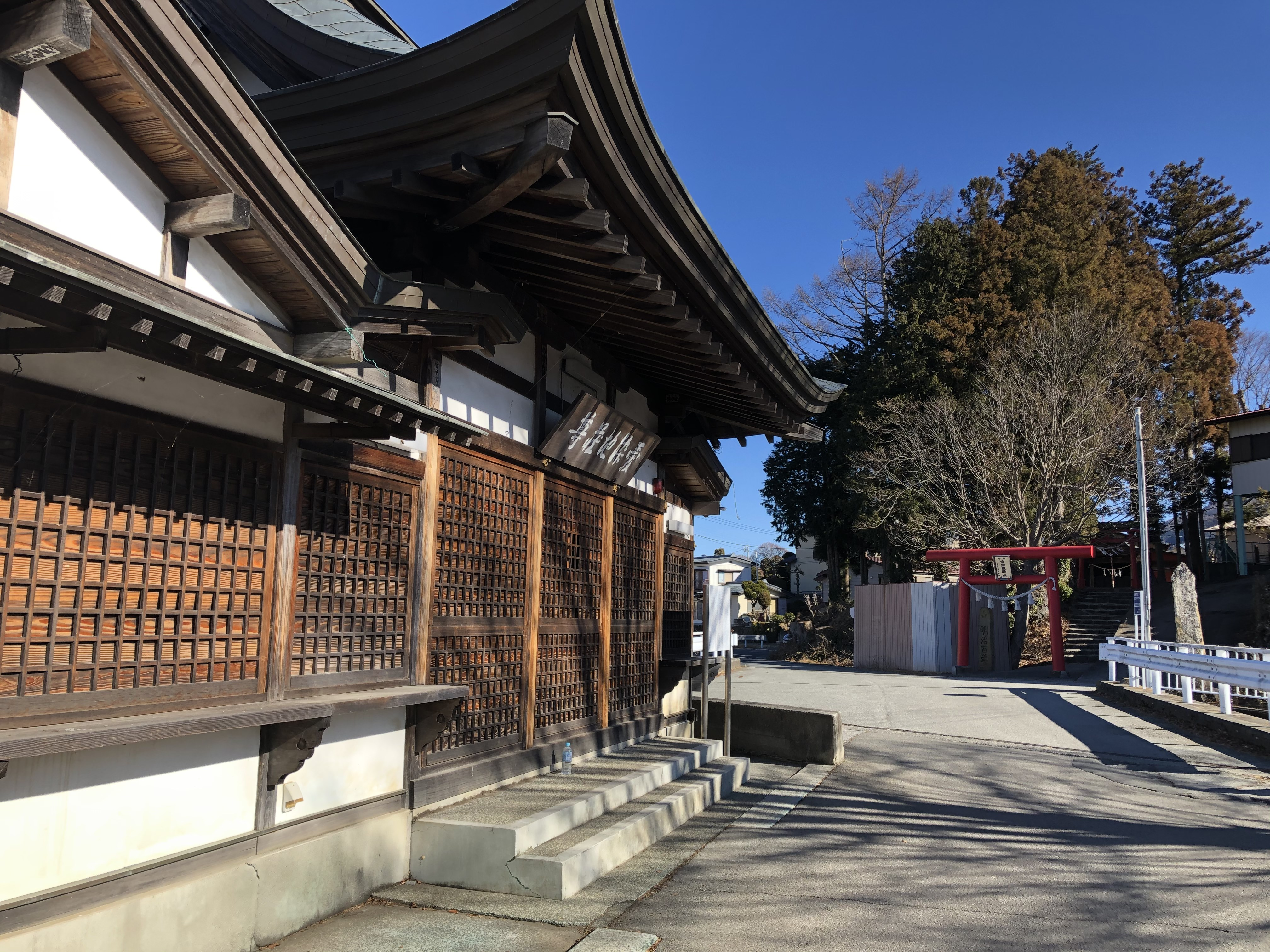
冨士山下宮小室浅間神社の金刀比羅社と、月江寺の愛染地蔵堂。隣接しており両社寺の関係性がうかがわれる。
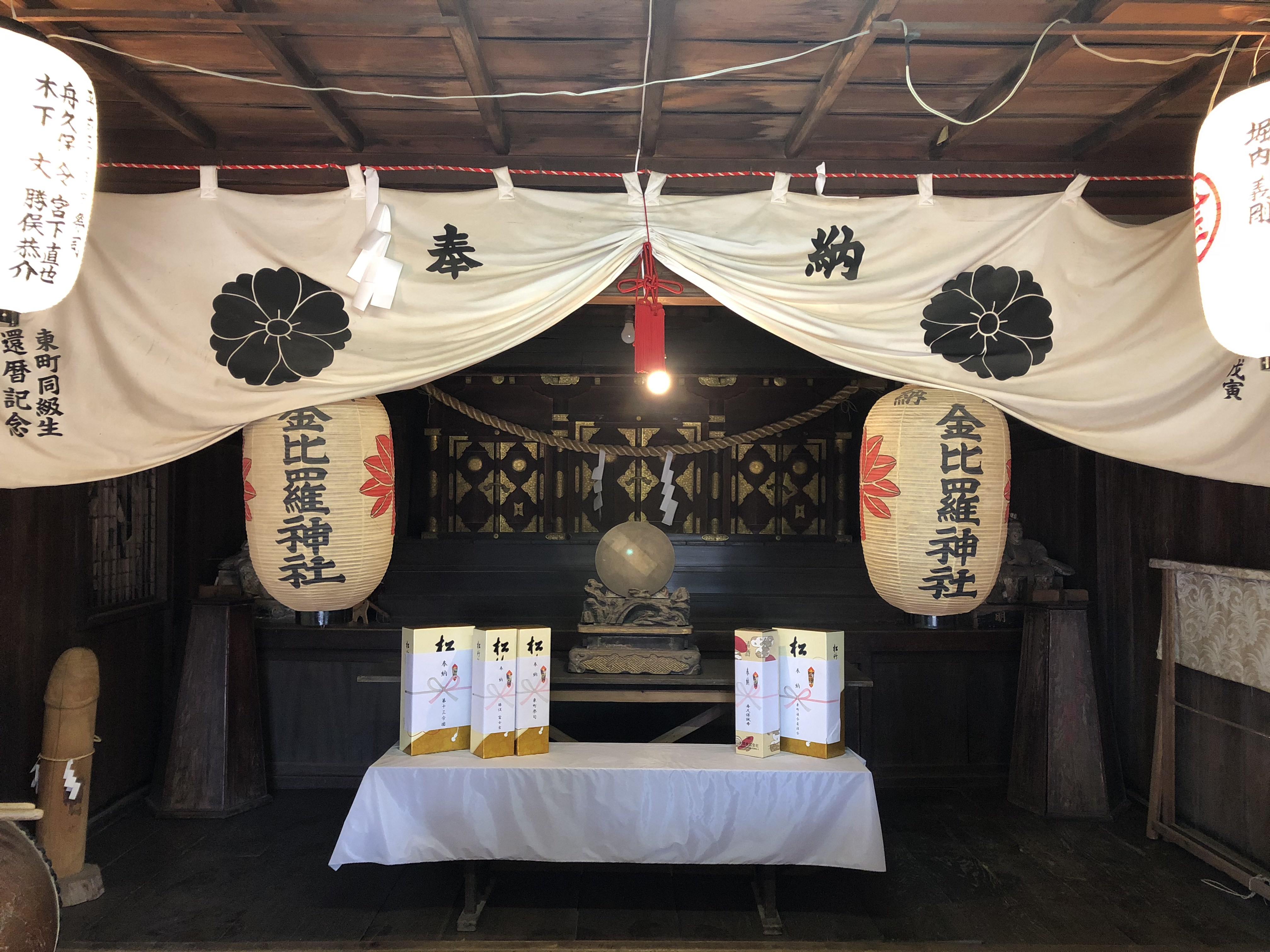
金刀比羅社本殿
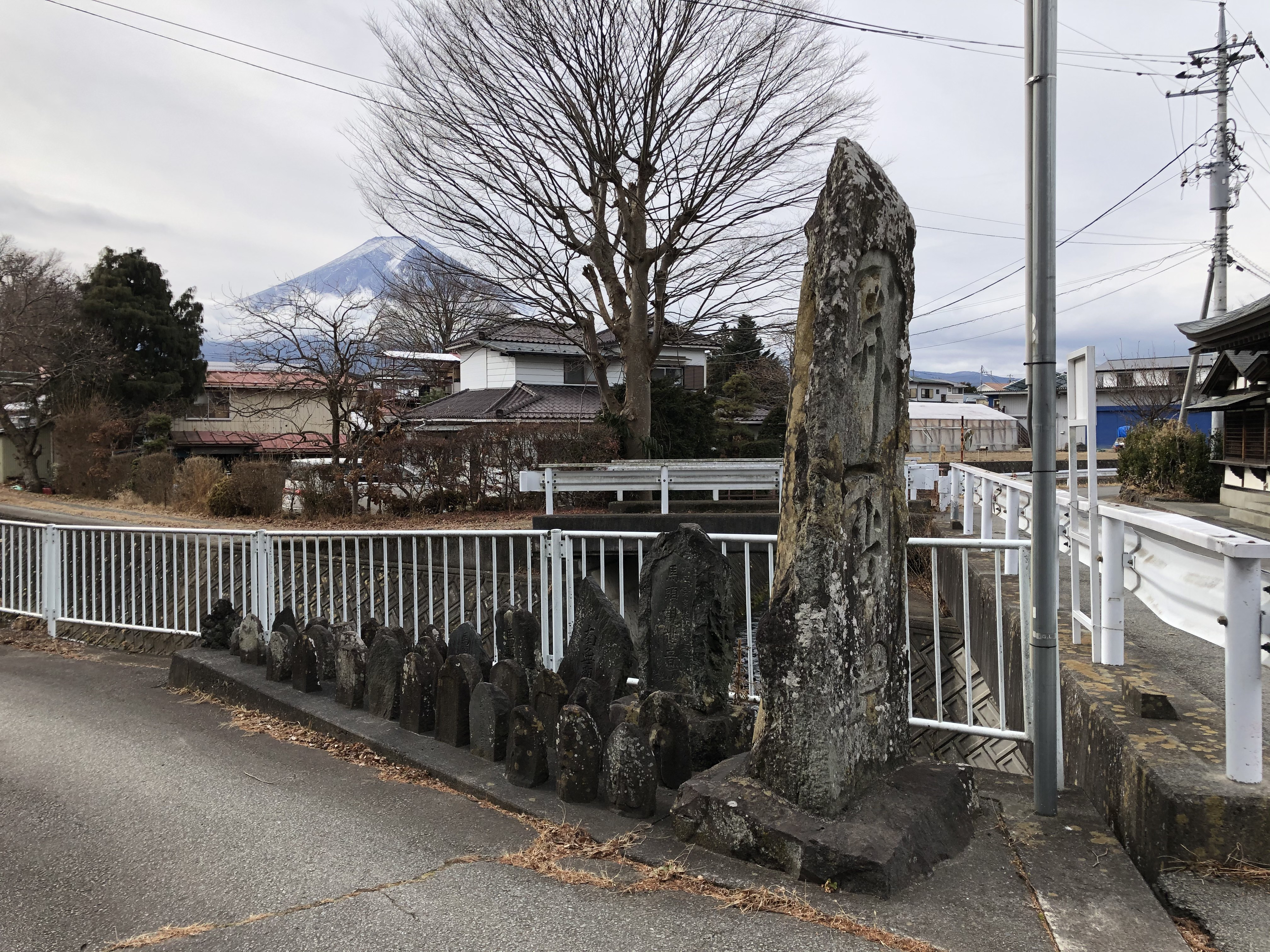
金刀比羅社と愛染地蔵堂に挟まれて立つ、富士山最初の関所を示す「関一歩」の石碑と様々な石碑群。

### 白王社（白王権現社）
- 祭神：大己貴命・大歳神・級戸辺神

富士吉田市尾垂山中腹に鎮座。新倉山浅間公園から東へ、山中を徒歩で20分ほどの位置。
例祭は8月6日、虫祭り（虫送り）を行う。富士吉田一円の田畑や人に付く害虫・悪虫・疫病退散を祈願。頒布される御幣は田畑や家の入り口に差し立てられる。
権現号は神仏混合時代の名残。
昭和の中頃までは、祭礼当日に多くの人々が松明を手にを登り参拝したという。

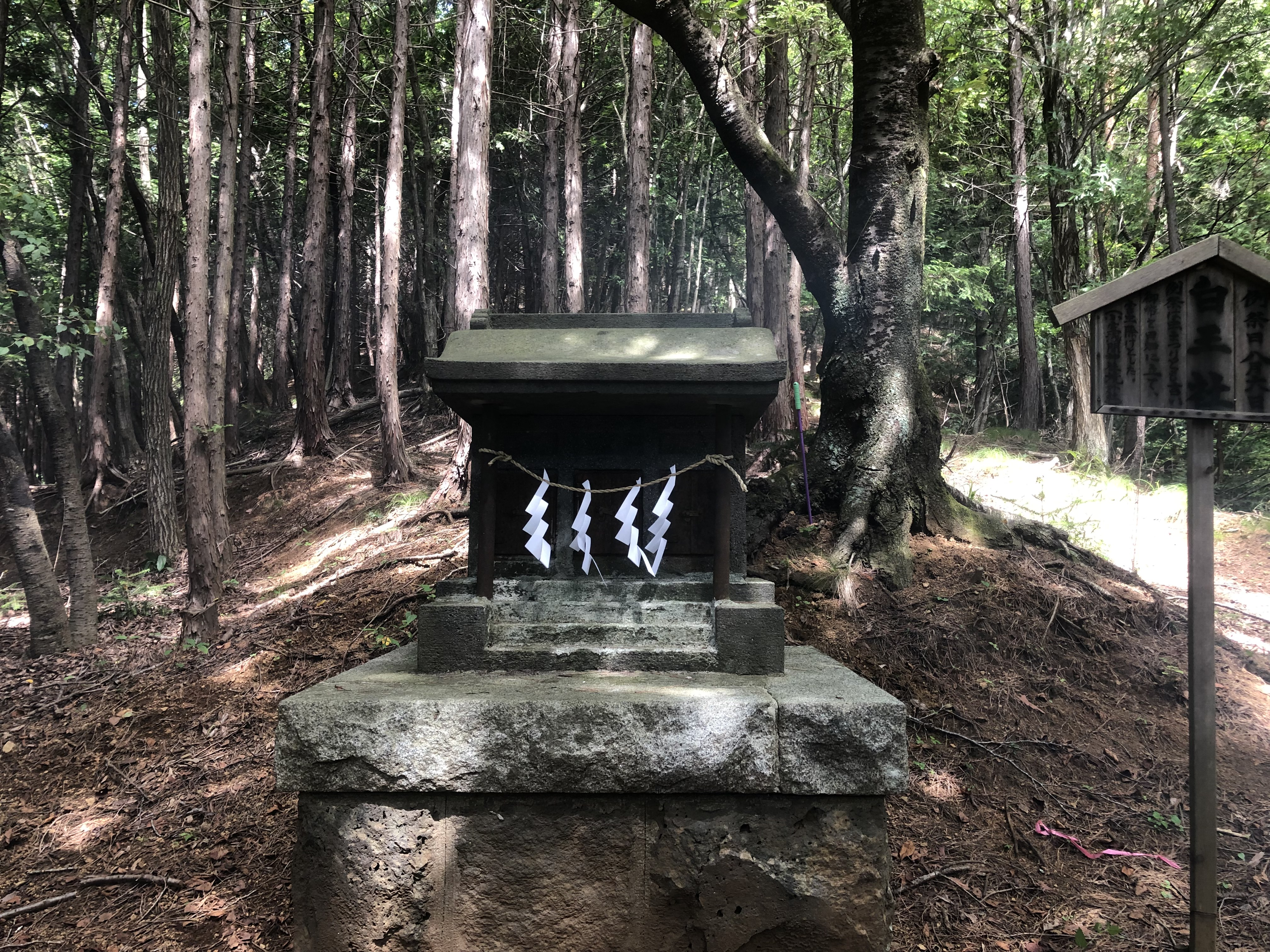
尾垂山の山中に鎮座する白王権現社

## 現地情報
所在地
山梨県富士吉田市下吉田三丁目32-18

交通アクセス
最寄駅：富士山麓電気鉄道富士急行線 下吉田駅 （徒歩5分）